# Choszczno
Choszczno (niem. Arnswalde) – miasto w północno-zachodniej Polsce, w województwie zachodniopomorskim, siedziba władz powiatu choszczeńskiego oraz gminy miejsko-wiejskiej Choszczno. Położone na Pojezierzu Choszczeńskim nad jeziorem Kluki.
Według danych GUS z 30 czerwca 2021 r., Choszczno liczyło 14 894 mieszkańców i było pod względem liczby ludności piętnastym miastem w województwie zachodniopomorskim.

## Położenie

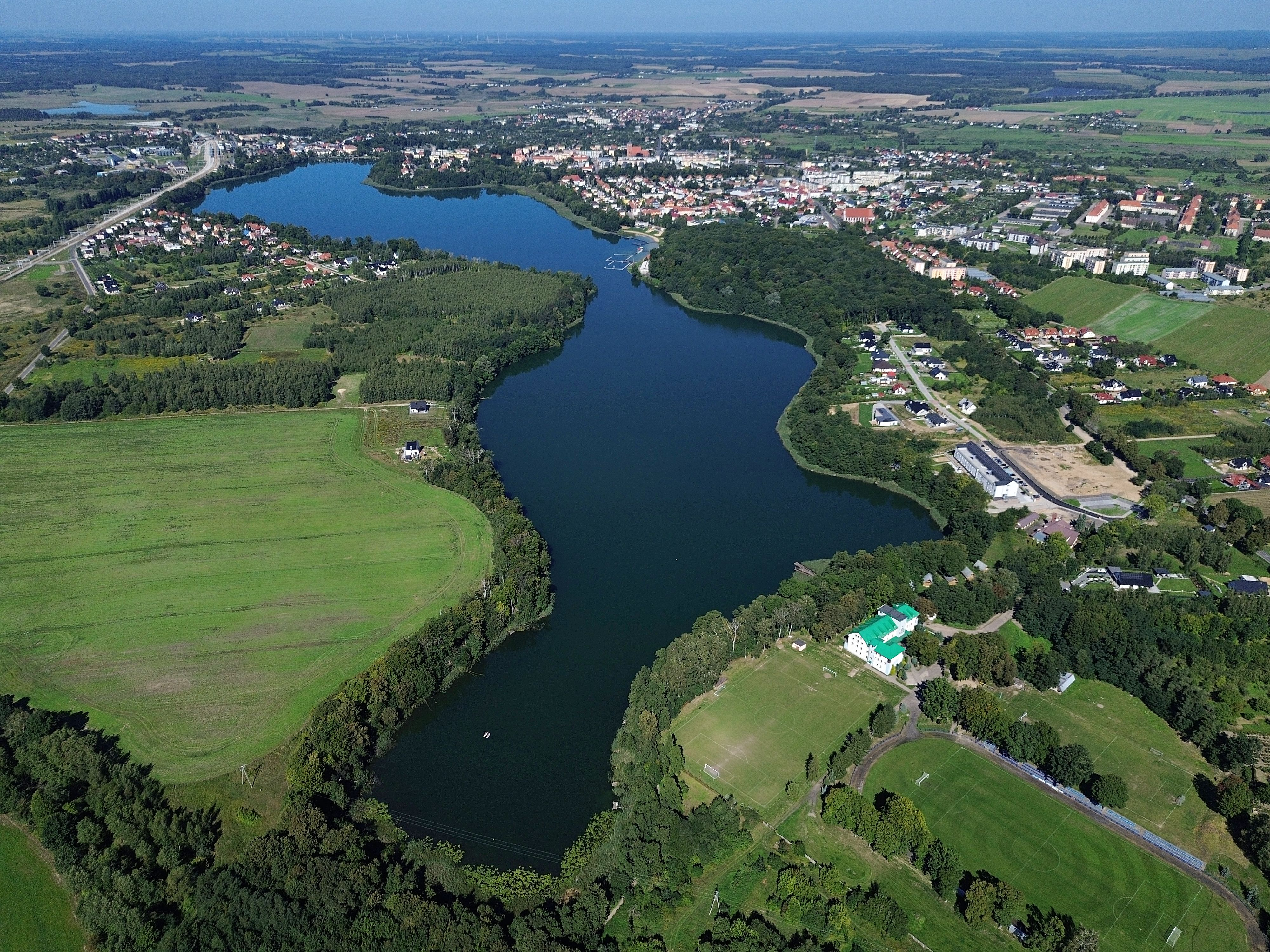
Jezioro Klukom i położone nad nim Choszczno

Choszczno znajduje się w południowej części województwa zachodniopomorskiego, ok. 80 km na południowy wschód od Szczecina. Położone jest na Pojezierzu Choszczeńskim, w zachodniej części Pojezierza Zachodniopomorskiego, nad jeziorem Kluki. Przez miasto przepływa struga Stobnica.
Pod względem historycznym leży w dawnej ziemi choszczeńskiej. Od XII wieku Choszczno należało do Wielkopolski, zabezpieczając jej północne granice przed najazdami Pomorzan, po czym w XIII wieku zostało zajęte przez Brandenburgię i włączone do Nowej Marchii. Od czasu zakończenia II wojny światowej Choszczno uznawane jest za leżące na Pomorzu Zachodnim.
Według danych z 1 stycznia 2009 powierzchnia miasta wynosi 9,58 km², co stanowi 0,7% powierzchni powiatu.
W latach 1975–1998 miasto administracyjnie należało do województwa gorzowskiego.

## Toponimia
W 1233 książę Władysław Odonic nadał cystersom z Kołbacza ziemie, na których obecnie położone jest miasto – wtedy też została wymieniona nazwa Hoscno. W 1269 odbył się zjazd margrabiów brandenburskich (chociaż ziemię tę Brandenburczycy opanowali dopiero w 1296 prowadząc tędy tzw. szlak margrabiów) i księcia Mściwoja II, podczas której po raz pierwszy wymieniono niemiecką nazwę Arnswalde (pol. orli las). W 1433 r. Jan Długosz wymienia Harnsswald alias Choschczno.
Nazwa topologiczna „choszczno” oznaczała osiedle, gdzie znajdowało się pełno chostów (→chost, chwost, choszcze), tj. zarośli, krzaków (dziś chaszcze). Podobną nazwę miała miejscowość Chocznia, która kiedyś znana była jako Choszcznia. Niemiecka nazwa związana była z choszczeńskim lasem.
Po przejęciu miasta przez administrację polską w 1945 roku przejściowo w obiegu funkcjonowały nazwy Choczno i Choczen. Nazwa Choszczno została formalnie wprowadzona 7 maja 1946 roku.

## Historia
W X w. obszary, na których obecnie leży Choszczno podlegały państwu Piastów. W XII w. ziemia choszczeńska weszła w skład obszaru państwa polskiego i stanowiła północno-zachodnią rubież Polski. W 1269 ziemie te zajęła Marchia Brandenburska i włączyła pod administracyjne władanie Nowej Marchii. Początki Choszczna należy wiązać z osadnictwem słowiańskim, poprzedzającym lokację miasta. Dokument z 1364 wymienia grodzisko znajdujące się poza miejskimi murami. Dopiero po umocnieniu się władzy margrabiów i zakończeniu wojen pomorsko-brandenburskich doszło (nie wcześniej jak w 1284) do lokacji miasta na prawie magdeburskim, na wzór miasta Tangermünde w Starej Marchii. Po wygaśnięciu panującej w Brandenburgii dynastii askańskiej w 1319 wybuchła wojna o przynależność regionu i zajął go książę wołogoski Warcisław IV, w pobliskich Lipianach nadając przywilej handlowy dla miasta. Do 1326 ponownie w składzie Marchii Brandenburskiej.
W okresie rozkwitu gospodarczego i politycznego XIV i XV w., zabudowę miasta tworzyły: czworoboczny rynek, plan czterech ulic głównych i poprzecznych, system fortyfikacyjny. Na rynku znajdował się kościół parafialny z cmentarzem, ratusz, dom handlowy, kramy i jatki. System obronny miasta składał się z murów kamienno-ceglanych, 36 czatowni, 5 baszt obronnych i 3 bram: Wysokiej, Młyńskiej, Kamiennej.

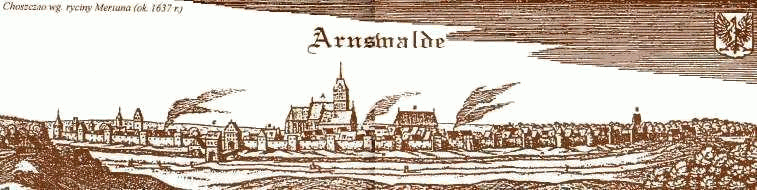
Panorama Choszczna w XVII w.

Dokładne zrekonstruowanie posiadanych przez miasto praw miejskich i przywilejów utrudnia brak dokumentu lokacyjnego, który jeszcze w 1445 został potwierdzony przez Krzyżaków. Już w końcu XIII w. powstała rada miejska. Początkowo wybierano dwóch burmistrzów sprawujących swoją funkcję zamiennie przez okres jednego roku każdy. Rada kontrolowała finanse, miary i wagi. Zajmowała się posiadłościami miejskimi, ochroną przed pożarami i obronnością miasta. Wraz z nadaniem praw miejskich, samorząd uzyskał prawo do używania pieczęci i herbu. Najstarsze wizerunki herbu znalazły się na pieczęciach miejskich w XIV i XV w. Nawiązywał on do godła margrabiów brandenburskich z dynastii askańskiej oraz miejscowej tradycji. Obecnie obowiązujący oparty jest na najstarszych wizerunkach.
Od 1373 we władaniu Korony Czeskiej. W 1402 zawarto w Krakowie porozumienie w sprawie sprzedaży miasta i regionu Polsce, jednakże ostatecznie miasto sprzedano zakonowi krzyżackiemu. W wyniku konfliktu mieszczan z administracją krzyżacką, podjęto starania o powrót do Polski, a w czasie wojny polsko-krzyżackiej w 1433 miasto otworzyło bramy dla wojsk polskiego lennika, księcia słupskiego Bogusława IX, po czym uznało władzę polską, oddając hołd królowi Władysławowi Jagielle, pozostając we władaniu polskim przez cztery lata, gdy, już po zakończeniu wojny, na mocy ustaleń pokojowych z 1435, miało wrócić w ręce Krzyżaków, co opóźniło się z powodu sprzeciwu mieszkańców. W 1443 miały miejsce egzekucje mieszczan za bunt przeciw Krzyżakom. W 1454, po wybuchu kolejnej wojny polsko-krzyżackiej, Krzyżacy sprzedali miasto z regionem Elektoratowi Brandenburgii w celu pozyskania środków na wojnę.

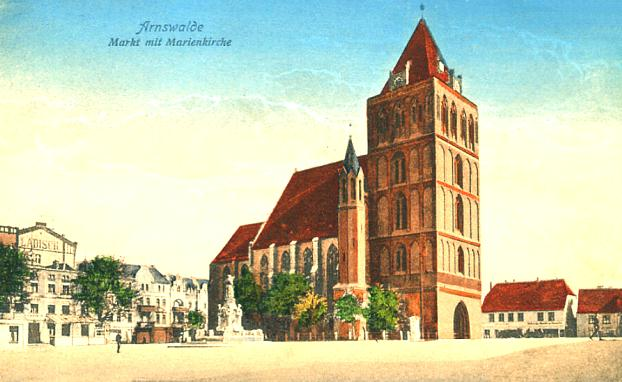
Rynek ok. 1900

Herb Choszczna z orłem białym z okresu PRL

Miasto wielokrotnie było niszczone przez pożary. W pierwszej połowie XVII w. zaraza i wojna trzydziestoletnia wyludniły Choszczno. W 1806 zatrzymała się tutaj królowa pruska Luiza uciekająca przed oddziałami francuskimi, a 9 lat później choszczeński garnizon brał udział w bitwie pod Waterloo. W XIX w. Choszczno miało gimnazjum i szkołę elementarną. W 1935 utworzono szkołę gospodarczą. W latach 1926–1944 istniało Muzeum Powiatowe, które założył miłośnik regionu – Walter Schumacher. II wojna światowa to czas utworzenia w Choszcznie obozu jenieckiego Oflag II B Arnswalde. Przebywało w nim około 2 tys. oficerów wziętych do niewoli, w tym m.in. dowódca Westerplatte major Henryk Sucharski, dramaturg Leon Kruczkowski, wielu profesorów uniwersytetów, naukowców, malarzy i literatów. Wydawali oni polską gazetkę pt. „Za drutami”.

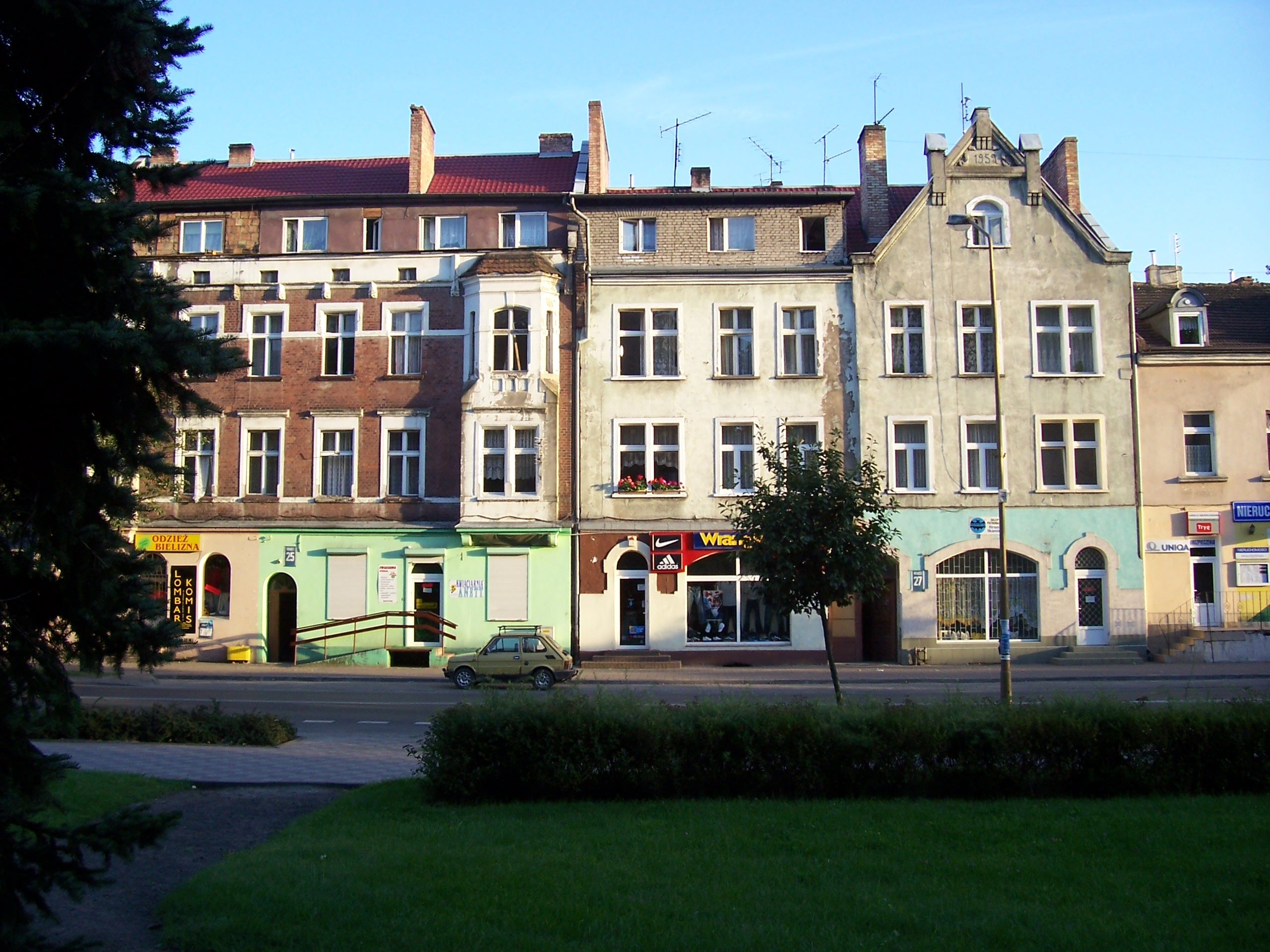
Kamienice w Choszcznie

Choszczno zostało zdobyte przez wojska radzieckie 23 lutego 1945. Zniszczeniu uległo 1345 budynków, co stanowiło 83% zabudowy. Niemal całkowitej zagładzie uległo stare miasto. W 1946 r., w wyniku powojennych zmian granic państwowych, miejscowość została włączona administracyjnie do nowo powstałego województwa szczecińskiego, a niemieckojęzyczna ludność miasta została wysiedlona do Niemiec. Odbudowa Choszczna trwała do lat 60. W 1984 miasto obchodziło 700. rocznicę powstania.

## Demografia
Według danych z 31 grudnia 2009, miasto miało 15 765 mieszkańców.

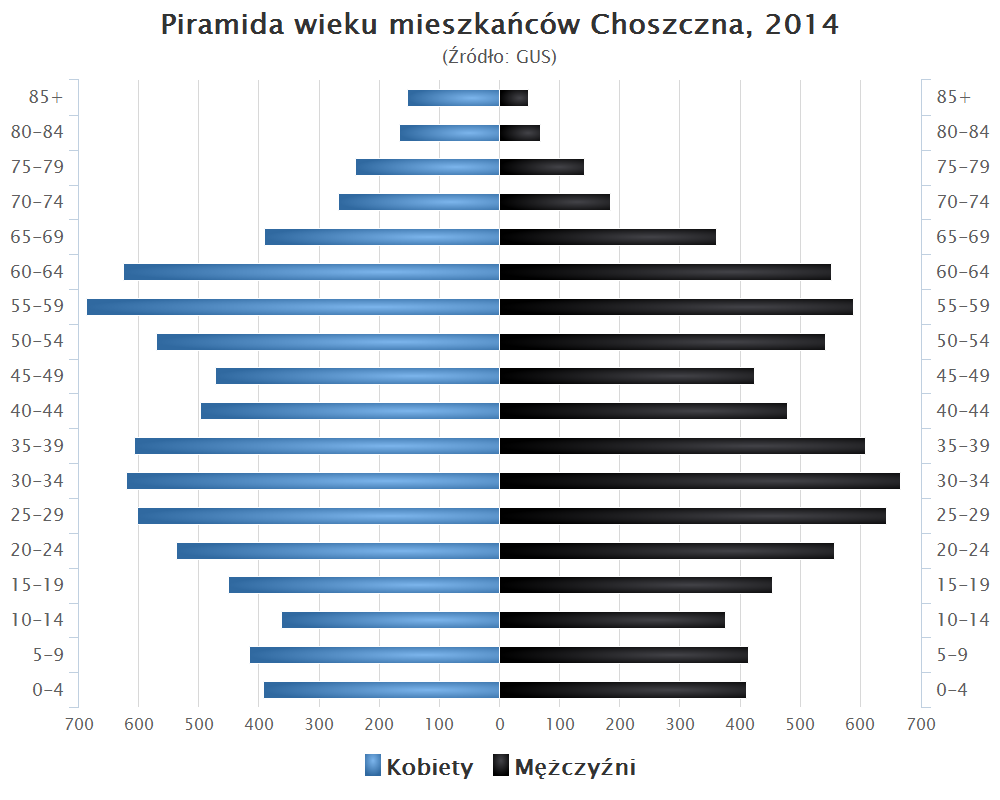
Piramida wieku mieszkańców Choszczna w 2014 roku

## Zabytki

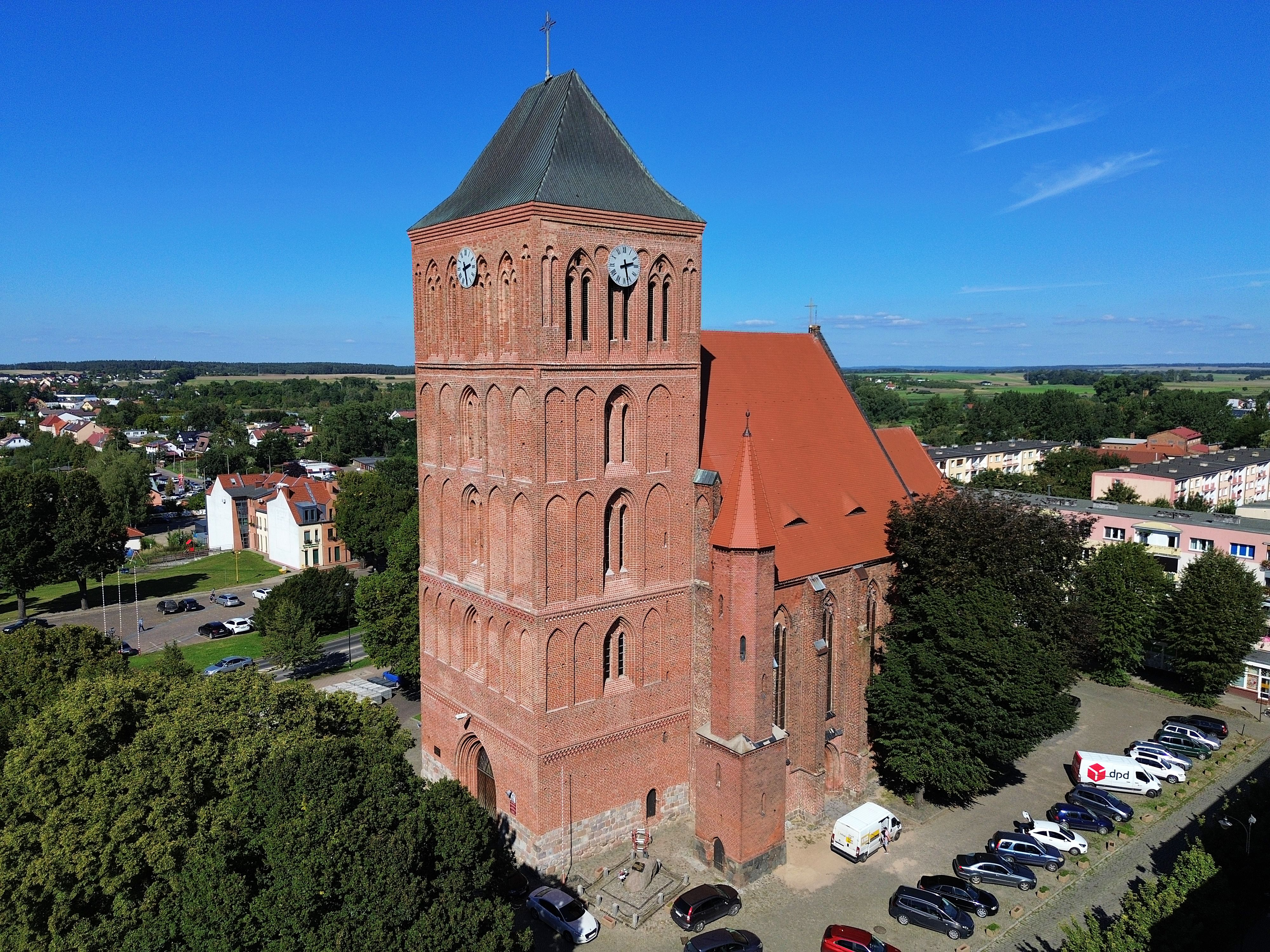
Kościół Narodzenia Najświętszej Maryi Panny

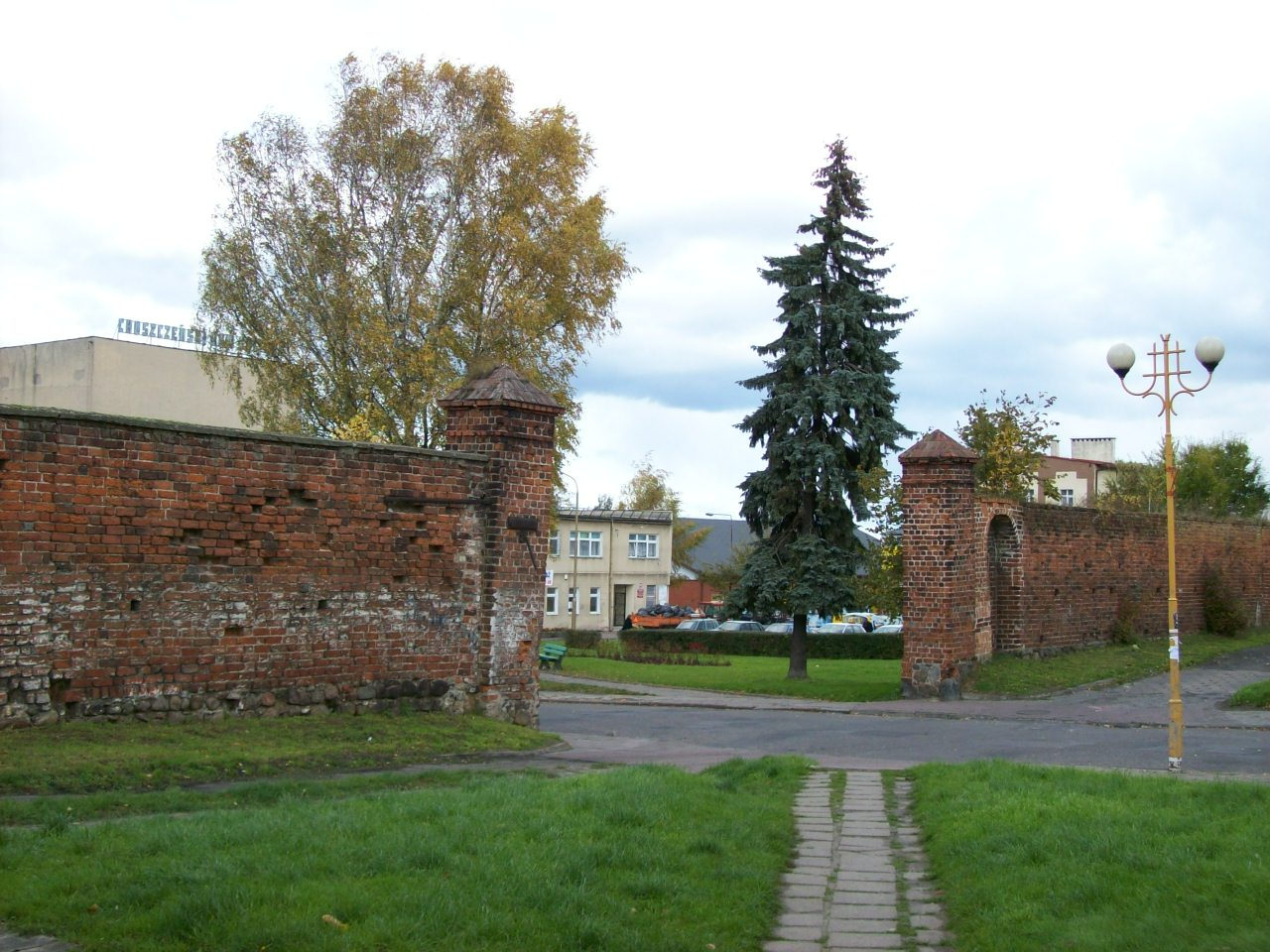
Furta w północnej części muru obronnego

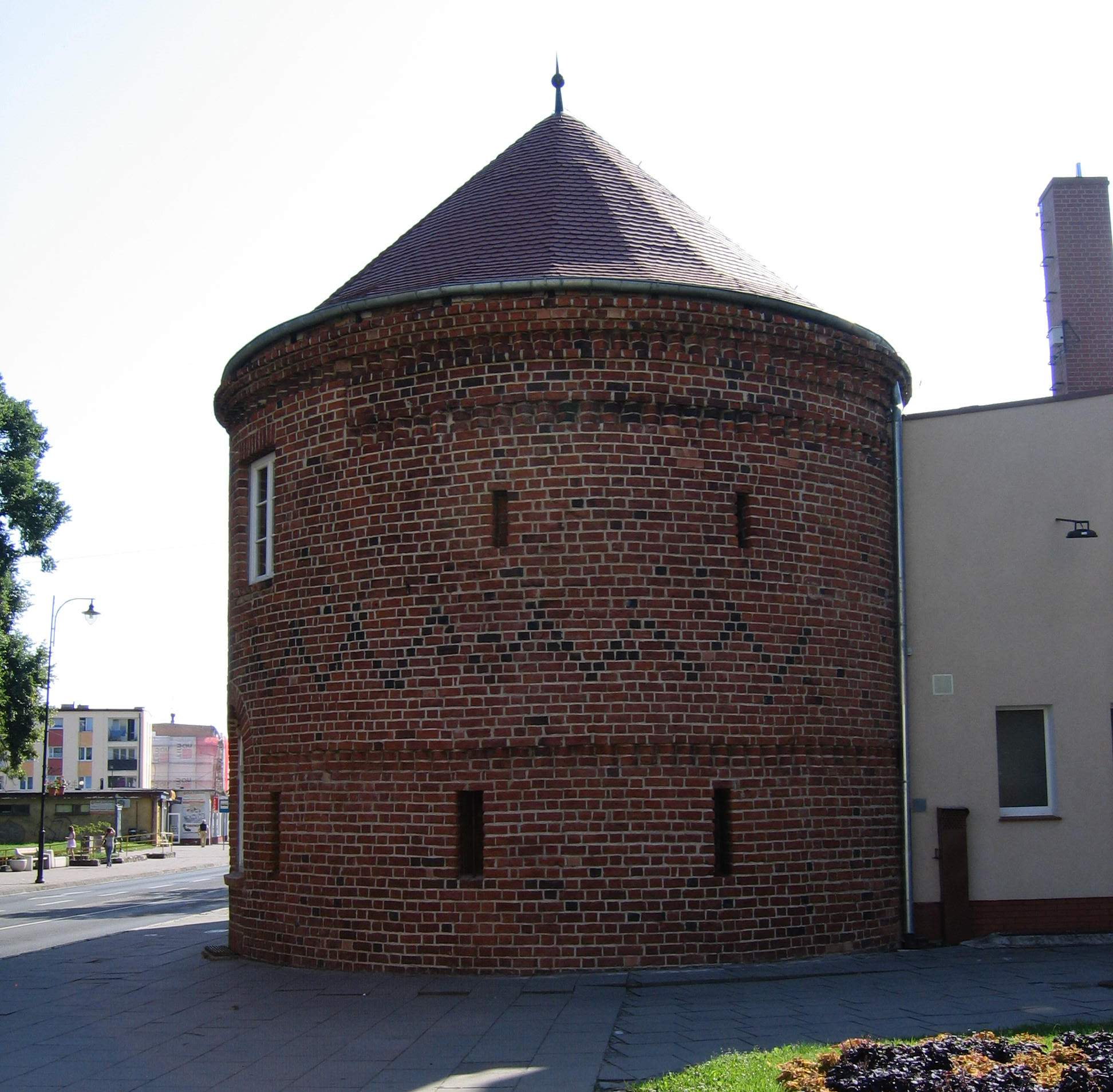
Baszta Bramy Kamiennej

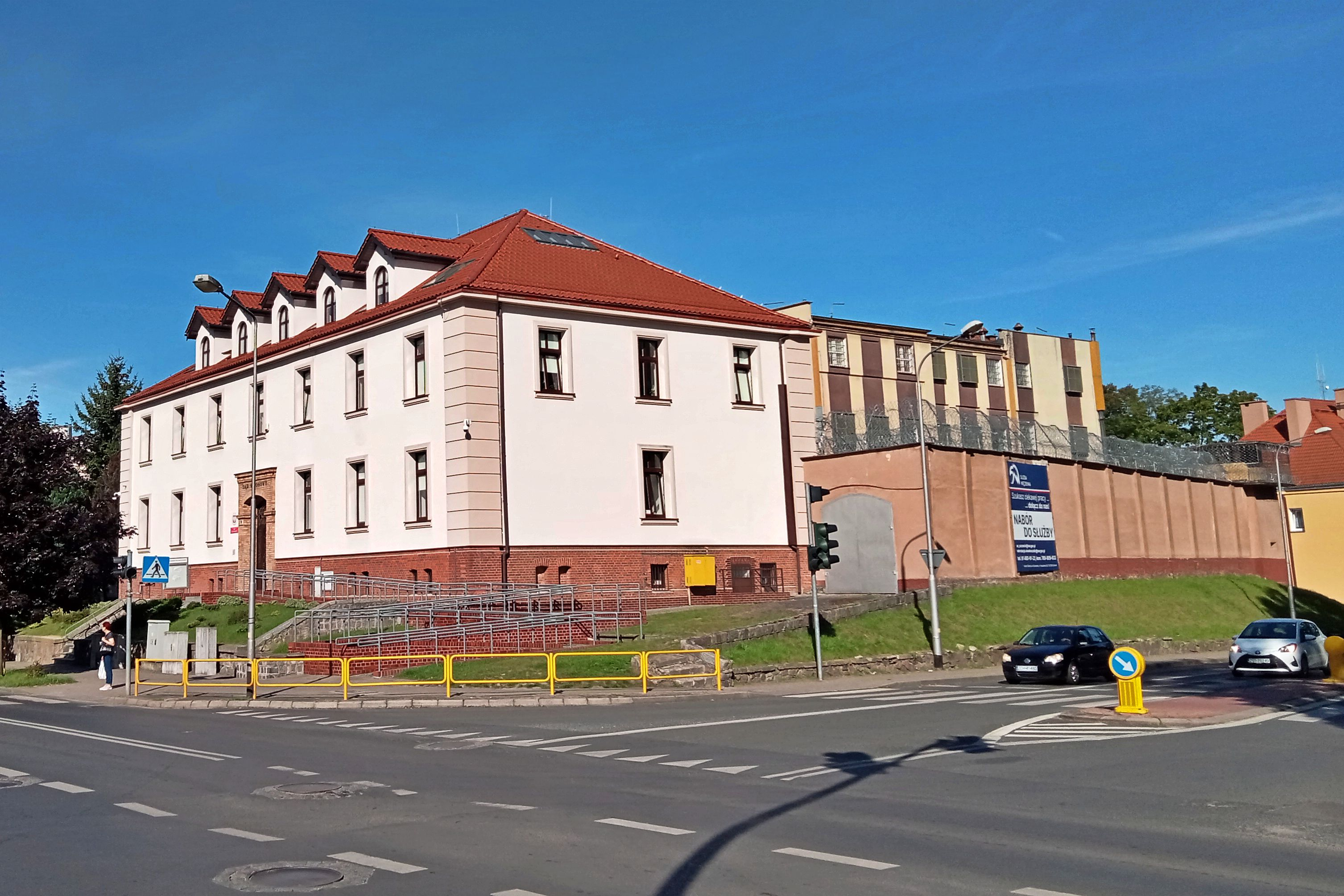
Zabytkowy budynek sądu – za nim budynek Aresztu Śledczego

Do wojewódzkiego rejestru zabytków wpisane są:
- teren Starego Miasta, założenie urbanistyczne powstałe na przełomie XIII/XIV wieku zakwalifikowało cały obszar starego miasta Choszczna do rejestru zabytków, nr rej. O/27/55 z 30 lipca 1955. Szczególnym miejscem jest rynek staromiejski, który przez setki lat był centrum administracyjno-gospodarczym miasta, a podczas wojny doznał sporych zniszczeń.
- kościół rzymskokatolicki pod wezwaniem Narodzenia NMP. Budowla gotycka z XIV w. przy rynku wybudowana przez joannitów. Kościół parafialny, rzymskokatolicki należący do dekanatu Choszczno, archidiecezji szczecińsko-kamieńskiej, metropolii szczecińsko-kamieńskiej. W latach 50. kościół odbudowano, nadając mu wygląd nawiązujący do stanu pierwotnego tj. z okresu średniowiecza. 8 grudnia 1993 w nawiązaniu do kultu Matki Boskiej, wywodzącego się jeszcze z XVII w., przy parafii Narodzenia NMP utworzone zostało Sanktuarium Matki Boskiej Nieustającej Pomocy. Wewnątrz kościoła na uwagę zasługują:
  - epitafium nagrobne burmistrza Mikołaja Rebentischa z XV w.
  - epitafium nagrobne kolatorki Elżbiety von Schack z 1787, fundatorki dachu kościoła
  - drzewo Jessego z XIV w., biblijnego ojca Dawida. To płaskorzeźba z genealogicznym drzewem Chrystusa. Z Jessego wyrasta pień z gałązkami zakończonymi wizerunkami królów żydowskich. W centrum umieszczona jest pasja z ukrzyżowaniem Chrystusa, Marią, św. Janem Chrzcicielem. Choszczeńskie Drzewo Jessego jest rzadkością na skalę europejską
- obwarowania miejskie:
  - mury miejskie obronne z XIV–XV w. Fragmenty: północny, południowy i zachodni przy ul. Lipcowa, ul. Bohaterów Warszawy i ul. Mur Południowy; do czasów obecnych zachowały się jedynie niewielkie fragmenty średniowiecznego muru miasta, istnieje ponad połowa muru północnego oraz cząstki muru południowego i zachodniego. Zachował się także wał ziemny zwany w przeszłości „Mnisim wałem”
  - barbakan Bramy Kamiennej rondel przedbramia z XIV-XV w. przy ul. Wolności 13. Obecnie jest on siedzibą Rady Miejskiej
- zespół szpitalny z lat 1904–1905 i 1929–1931 przy ul. Niedziałkowskiego 4-12:
  - szpital
  - przychodnia z 1912 roku
  - pralnia z lat 1905–1906
  - budynek, urząd skarbowy, obecnie szpital, z 1935 roku
  - willa, obecnie pogotowie, ul. Niedziałkowskiego 8, z 1920 roku
  - willa, ul. Niedziałkowskiego 12 z 1910 roku

Pozostałe zabytki i atrakcje turystyczne:
- dworzec kolejowy z połowy XIX w. przy ul. Wolności
- gazownia z XIX w. przy ul. 23 Lutego
- młyn gospodarczy z XIX w. przy ul. Fredry
- spichlerz z XIX w. przy ul. Kwiatowej
- wieża ciśnień z początku XX w. przy ul. Niedziałkowskiego
- zabytkowe budynki mieszkalne, z przełomu XIX/XX w.: ul. Wysoka, ul. Fabryczna, ul. Bohaterów Warszawy, ul. Bolesława Chrobrego, ul. Wolności, ul. Kościuszki, ul. Piastowska, ul. Mickiewicza, ul. Wyzwolenia, ul. Niedziałkowskiego, ul. Obrońców Westerplatte, ul. Kolejowa, ul. Kochanowskiego, ul. Stanisława Staszica, ul. Drawieńska, ul. Władysława Jagiełły,
- lipa Siedmiu Braci (lipa Czarnieckiego) – przy skrzyżowaniu ul. Piastowskiej i Władysława Jagiełły znajduje się niewielki pagórek ze zrośniętymi lipami drobnolistnymi o obwodzie 760 cm, 460 cm i wysokości 22 m., będącymi pomnikami przyrody. Jedna z legend głosi, że rosło tam kiedyś 7 lip, a miejsce to zwane było przez wiele wieków „lipami siedmiu braci”
- * cmentarz żydowski.

### Pomniki i miejsca pamięci narodowej

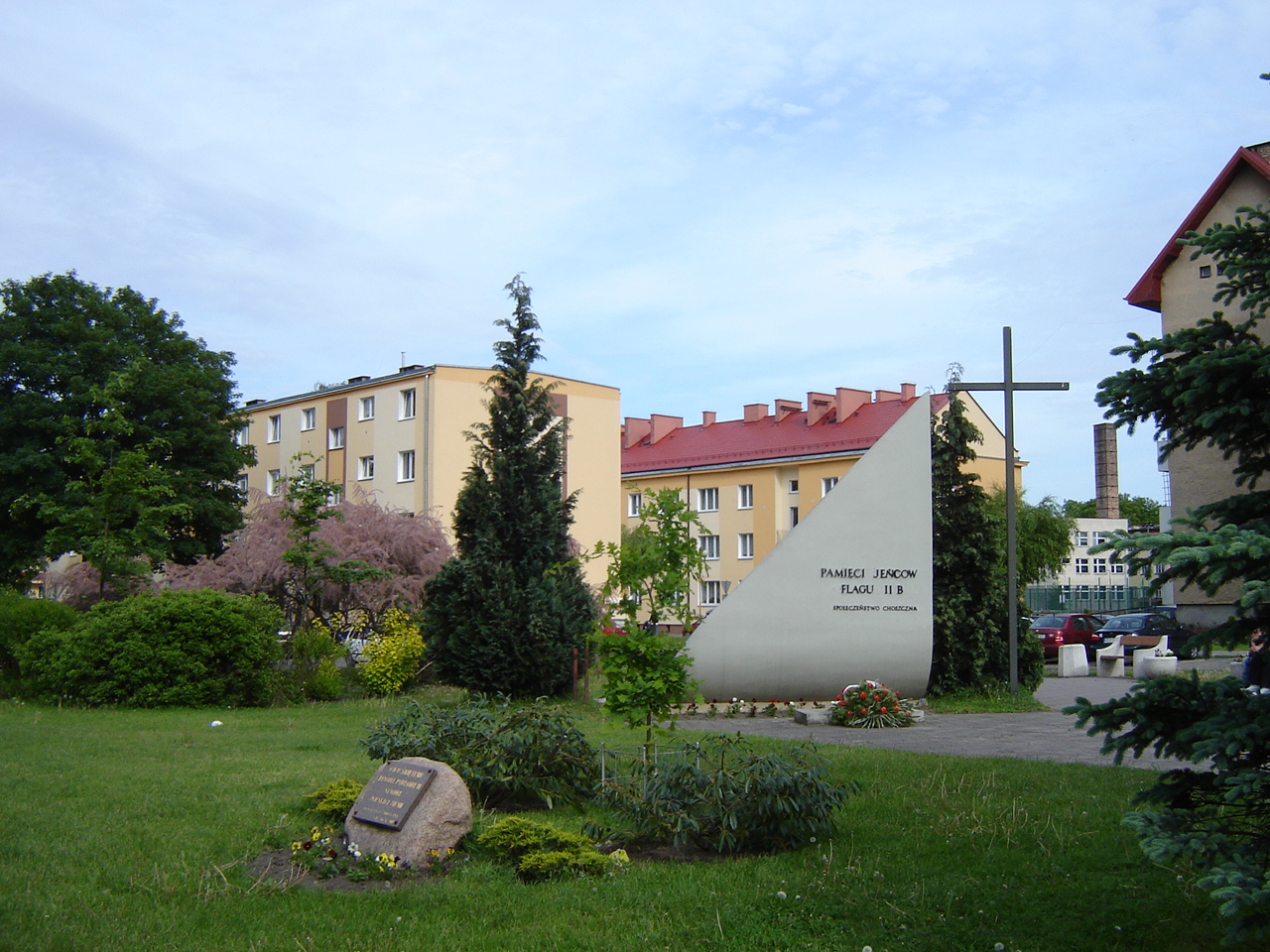
Pomnik upamiętnienia jeńców niemieckiego Oflagu IIB Arnswalde

- pomnik „Odwrócona karta historii” przy ul.Wolności;
- pomnik upamiętnienia jeńców oflagu Arnswalde;
- głaz narzutowy w parku Moniuszki, z datą wyzwolenia powiatu choszczeńskiego i tablicą upamiętniającą 50-lecie powojennego Choszczna;
- groby żołnierzy polskich poległych w czasie II wojny światowej na cmentarzu komunalnym;
- Pomnik Wdzięczności wzniesiony dla uczczenia poległych w walce o Choszczno żołnierzy 2 Armii Pancernej Gwardii z I Frontu Białoruskiego, znajduje się on w Parku Moniuszki
- symboliczna tablica upamiętniająca miejsce śmierci choszcznianina Karola Sonnenburga, rozstrzelanego przez Gestapo w 1933 za działalność antyfaszystowską
- Pomnik Zwycięstwa
- Drzewko przyjaźni gmin partnerskich w centrum miasta
- Choszcz – legendarny założyciel miasta, drewniana rzeźba wykonana przez Zbigniewa Tracza w 1984; ukazuje ona wojownika z mieczem i tarczą, na której znajduje się herb miasta Choszczna. Od legendarnego założyciela miasta-Choszcza nazwę bierze miasto Choszczno. Rzeźba umieszczona została na rondzie partnerskim (u zbiegu ul. Wolności z ul. Bohaterów Warszawy).
- Wał Piastowski ciągnący się wzdłuż ul. Piastowskiej
- Tablice Partnerstwa przy ul. Wolności
- Głaz narzutowy poświęcony pamięci Jana Pawła II
- Pomnik pamięci Jana Pawła II poświęcony w 2008 przy kościele pw. Narodzenia NMP
- Lipa siedmiu braci (Czarnieckiego)

## Przyroda

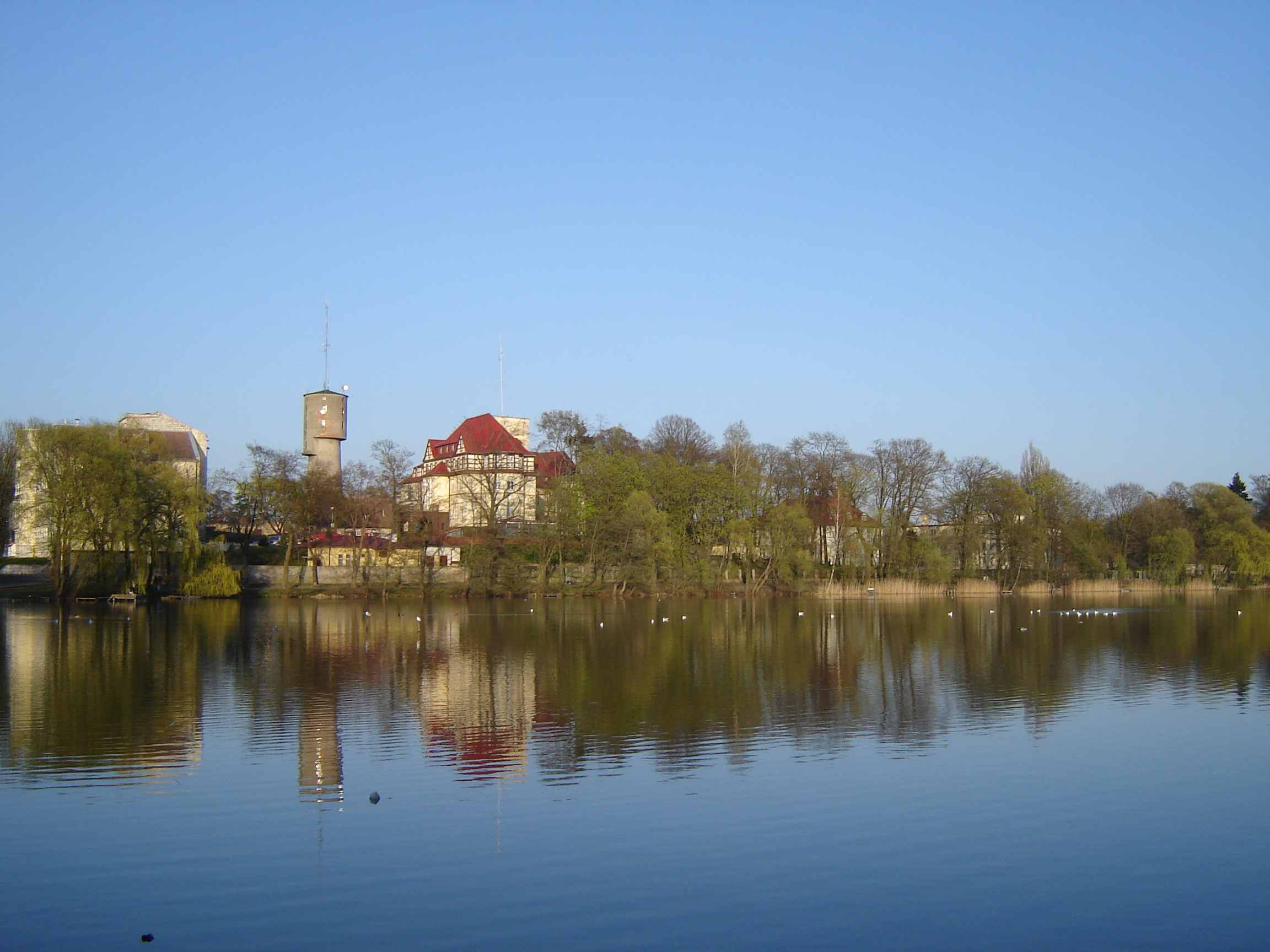
Jezioro Kluki, w tle widoczny budynek oddziału chirurgii szpitala ZOZ

Głównym walorem miasta jest obficie występująca zieleń miejska oraz jezioro w granicach miasta. W całej gminie jest ok. 30 jezior, których łączna powierzchnia wynosi 223 ha – do największych należą polodowcowe: Kluki, Raduń, Żeńsko.
Jezioro Kluki, znajduje się w samym centrum miasta (20 metrów od ul. Wolności). Wokół niego rozciąga się promenada o długości 10 km. aż do stadionu miejskiego przy ul. Sportowej. Wzdłuż promenady znajdują się parki. Wschodnia część jeziora porośnięta jest trzciną.
Miasto posiada plażę miejską, przy której w sezonie letnim można wypożyczyć sprzęt wodny (kajaki, rowery wodne). Na jej terenie znajduje się również ośrodek rekreacyjny, przy którym działa choszczeński oddział WOPR.

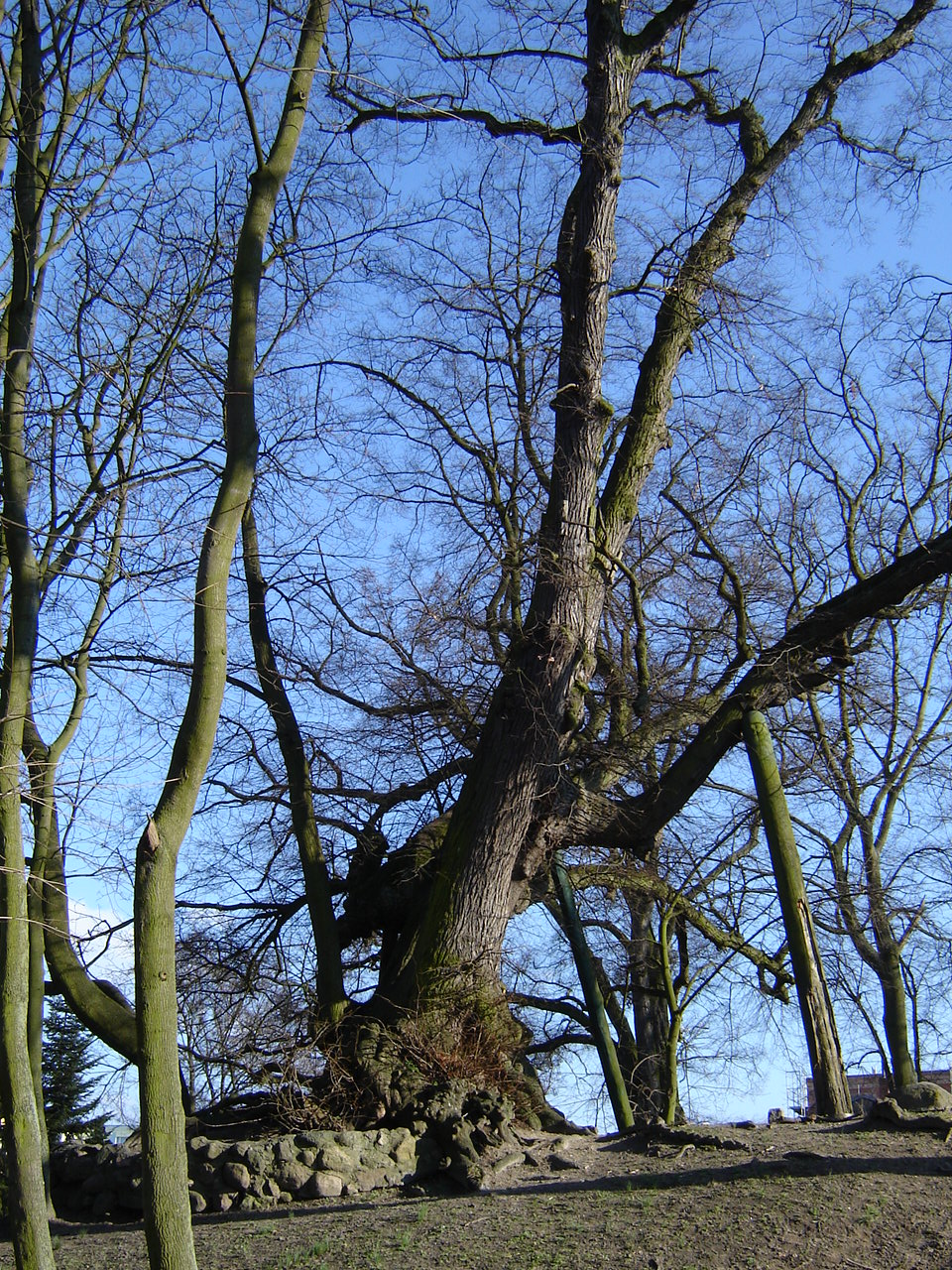
Lipa drobnolistna – pomnik przyrody

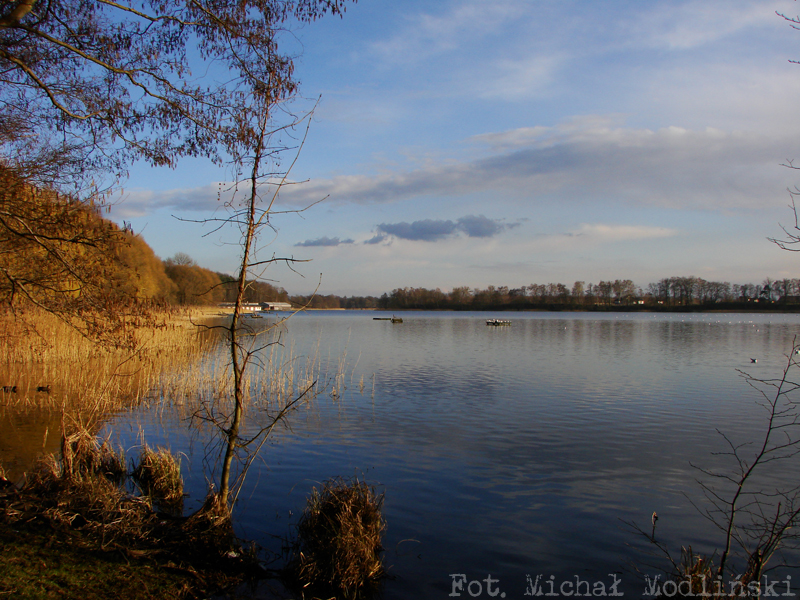
Jezioro w porze jesiennej

### Pomniki przyrody
Lista pomników przyrody w Choszcznie:
- dąb szypułkowy o obw. 377 cm (park Przyjeziorny)
- dąb szypułkowy o obw. 355 cm (na obrzeżu Jeziora Żeńsko)
- 2 dęby szypułkowe o obw. 355 i 380 cm (ul. Piastowska – wał)
- dąb szypułkowy o obw. 447 cm (cmentarz komunalny)
- 3 dęby szypułkowe o obw. 355 do 438 cm (Park Moniuszki)
- lipa drobnolistna o obw. 706 cm (ul. Władysława Jagiełły na niewielkim kopcu)
- wiąz szypułkowy o obw. 443 cm (ul. Władysława Jagiełły)
- 2 topole czarne o obw. 322 i 347 cm (park Miejski Górka)
- cyprysik nutkajski o obw. 140 cm (park Miejski Górka)
- buk zwyczajny o obw. 330 cm (park Miejski Górka)

## Gospodarka[25]
Już w I wieku naszej ery w okolicach jeziora Kluki przebiegał szlak handlowy znad Bałtyku. Średniowieczni kupcy zatrzymywali się tutaj podążając z Pomorza do Polski.
Powstały nowe szlaki – z Berlina do Gdańska – miasto bogaciło się i w XIV wieku mogło już bić własną monetę. Z nastaniem rządów krzyżackich, znaczenie gospodarcze i polityczne Choszczna spadło. Drogi stały się niebezpieczne, przez co kupcy wybierali inne trasy.
Od XVI wieku powstał duże majątki szlacheckie. W połowie XIX w. w Choszcznie wybudowano fabrykę zapałek. Powstały fabryki maszyn, szczotek i sukna.
Z powodzeniem pracowały: młyn parowy, cukrownia, tartak, cegielnia. Pierwszy pociąg z Poznania i Szczecina przyjechał do Choszczna w 1847 roku. Przed II wojną światową w powiecie choszczeńskim było ponad 3 tysiące zakładów rolnych i leśnych. Produkowano maszyny rolnicze w fabryce H.Johna, cukier, papę i beton, a w 1937 r. ruszyła fabryka cukierków. Po wojnie do zniszczonego miasta przybyli przesiedleńcy ze Wschodu i repatrianci z Zachodu. Powstały pierwsze spółdzielnie rolnicze. Po 1971 r. rozpoczęto przemysłową hodowlę bydła i trzody chlewnej. Rok 1989 przyniósł zmiany własnościowe w rolnictwie. W latach 70. przemysł Choszczna zaliczano do średnio rozwiniętych w skali kraju. Kryzys nastąpił przed rokiem 80. i był związany z ogólną sytuacją polityczno-gospodarczą w Polsce. Choszczno zdobywało laury w konkursach gospodarności – zostało I Krajowym Wicemistrzem konkursu „Mistrz Gospodarności” w kategorii miast do 15 tys. mieszkańców, później w kategorii do 25 tys., a w 1985 r. w kategorii miast od 20 do 40 tys. mieszkańców. Od 1989 powstały prywatne sklepy i zakłady. Ostatnie reprezentowały przede wszystkim branże budowlaną oraz gastronomiczną. Najszybciej do warunków rynkowych dostosował się handel, który został sprywatyzowany w 1990 r. Zaraz potem doszło do prywatyzacji rzemiosła i usług. W tym samym roku zaczęto organizować giełdy samochodowe. Ruszyła „Choszcz-Agra”, firmy „Pegaz” i „Globo”. Otworzono przetwórnię krewetek. W 1993 r. sprywatyzowano tutejszy zakład dziewiarski. Ważną inwestycją dla miasta ukończoną w 1995 roku była skomputeryzowana oczyszczalnia ścieków o wydajności 4,5 tys. m³/doba.
Miasto jest siedzibą lokalnego ośrodka administracyjnego, finansowego, oświatowego i opieki zdrowotnej. Znajduje się tu: urząd skarbowy, inspektorat ZUS, obwodowy urząd poczty wraz z 1 oddziałem, liczne punkty finansowe, 5 oddziałów banków oraz kilka mniejszych placówek. W Choszcznie mieści się również siedziba Rejonu Dróg Wojewódzkich, ośrodek sportowo-wypoczynkowy, ZGM, centrum pomocy rodzinie, oddział Caritas „Dom Chleba” oraz PCK.

### Handel
Funkcjonują dwa duże domy towarowe m.in. przy placu kościelnym, targowisko miejskie w pobliżu starego miasta oraz kilka sklepów o średniej wielkości tj. rzędu 500–2550 m² (tzw. dyskontów). W mieście działa wiele małych sklepików prywatnych handlowców.

## Turystyka, baza noclegowa
Szlaki turystyczne:
- Szlak zielony: trasa dookoła jeziora Kluki
- Szlak niebieski: ulicami Chrobrego, Piastowską, Jagiełły, Bohaterów Warszawy, Wolności
- Szlak żółty: ulicami Bohaterów Warszawy, Piastowską, Niedziałkowskiego – wzdłuż jeziora Kluki

## Transport
Transport drogowy

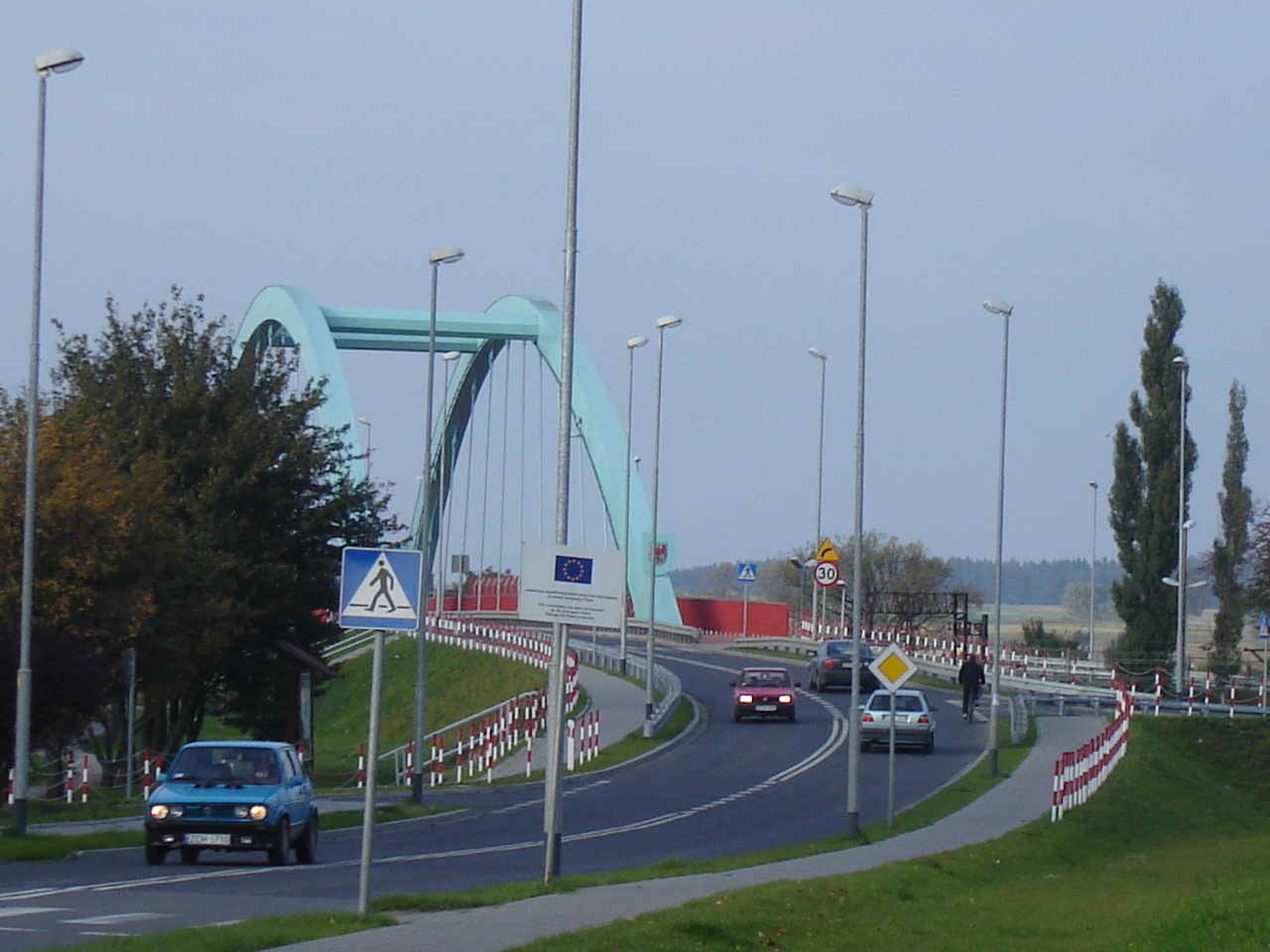
Nowo wybudowany wiadukt drogowy nad trakcją kolejową

Choszczno położone jest 17 km na południe od drogi krajowej nr 10: (granica państwa (Lubieszyn) – Szczecin – Stargard – Wałcz – Piła – Białe Błota – Sierpc – Płońsk).
Przez miasto przebiegają również drogi wojewódzkie:
- nr 151: Świdwin – Łobez – Węgorzyno – Recz – Barlinek – Gorzów Wielkopolski
- nr 160: Suchań – Piasecznik – Choszczno – Drezdenko
- nr 175: Drawsko Pomorskie – Kalisz Pomorski – Choszczno.

Miasto leży około 25 km na północ od granicy z województwem lubuskim, a 72 km na południowy wschód od Szczecina, 155 km na południowy wschód od Terminalu Promowego w Świnoujściu, 165 km na północny zachód od Poznania oraz 65 km na północ od Gorzowa Wielkopolskiego.

### Transport kolejowy

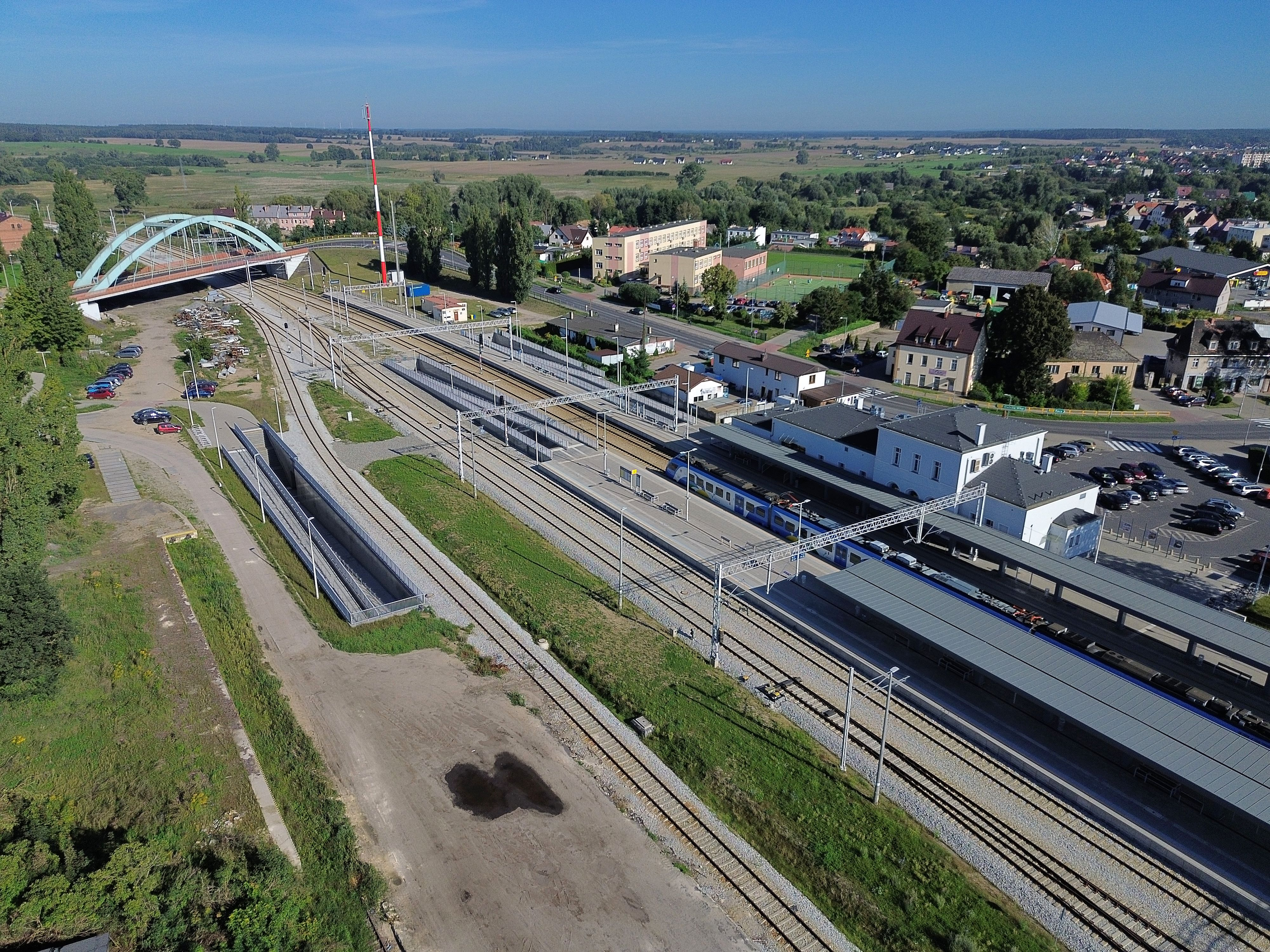
Zmodrrnizowana stacja kolejowa w Choszcznie

W Choszcznie znajduje się stacja kolejowa. Przez miasto przebiega linia kolejowa nr 351 (Poznań – Szczecin). W ciągu doby zapewnione są połączenia do największych miast Polski. Stąd zaczynają bieg pociągi regionalne do Szczecina, oraz zatrzymują się pociągi dalekobieżne. Przez miasto przebiega również nieczynna już linia kolejowa nr 410 (Kostrzyn nad Odrą – Choszczno – Kalisz Pomorski – Złocieniec – Grzmiąca). Przez miasto przejeżdża również wiele pociągów towarowych, wiozących m.in. węgiel kamienny, paliwa i inne towary głównie do/z portów w Szczecinie i Świnoujściu.

### Transport lotniczy
Miasto nie posiada lotniska. Najbliższe międzynarodowe porty lotnicze to port lotniczy Szczecin-Goleniów, oferujący loty rejsowe m.in. do Dublina, Londynu, Oslo i Warszawy, a także port lotniczy Poznań-Ławica, z lotami rejsowymi m.in. do Dublina, Frankfurtu nad Menem, Londynu, Liverpoolu, Monachium lub Warszawy. Rozbudowana oferta lotnisk Berlina wymaga niewiele dłuższego dojazdu.

## Infrastruktura

### Ochrona środowiska
Emisja zanieczyszczeń do atmosfery została w znacznym stopniu ograniczona poprzez inwestycje mające na celu zmianę nośników energii w kotłowniach pracujących na terenie miasta i założenie filtrów na głównej ciepłowni. Do roku 1994 ogrzewanie gazowe wprowadziło 31 jednostek organizacyjnych.
W roku 1997 oddano do użytku mechaniczno-biologiczną oczyszczalnię ścieków komunalnych w Choszcznie. Od tego momentu poprawił się stan wód powierzchniowych, zwłaszcza rzeki Stobnicy, od niedawna będącej głównym źródłem zanieczyszczenia rzeki Iny. Przepustowość dzienna oczyszczalni to 4500 dm³. Po rozbudowie będzie mogła oczyszczać ścieki od blisko 16 tys. mieszkańców miasta. Niedaleko wsi Stradzewo powstało wysypisko odpadów komunalnych Choszczna. Jego pojemność wynosi 150 tys. m³, a przewidywany czas eksploatacji to 20 lat. Teren ten otoczony jest lasem i położony na terenie gliniastym, dzięki czemu nie zagraża środowisku naturalnemu.

### Ochrona zdrowia

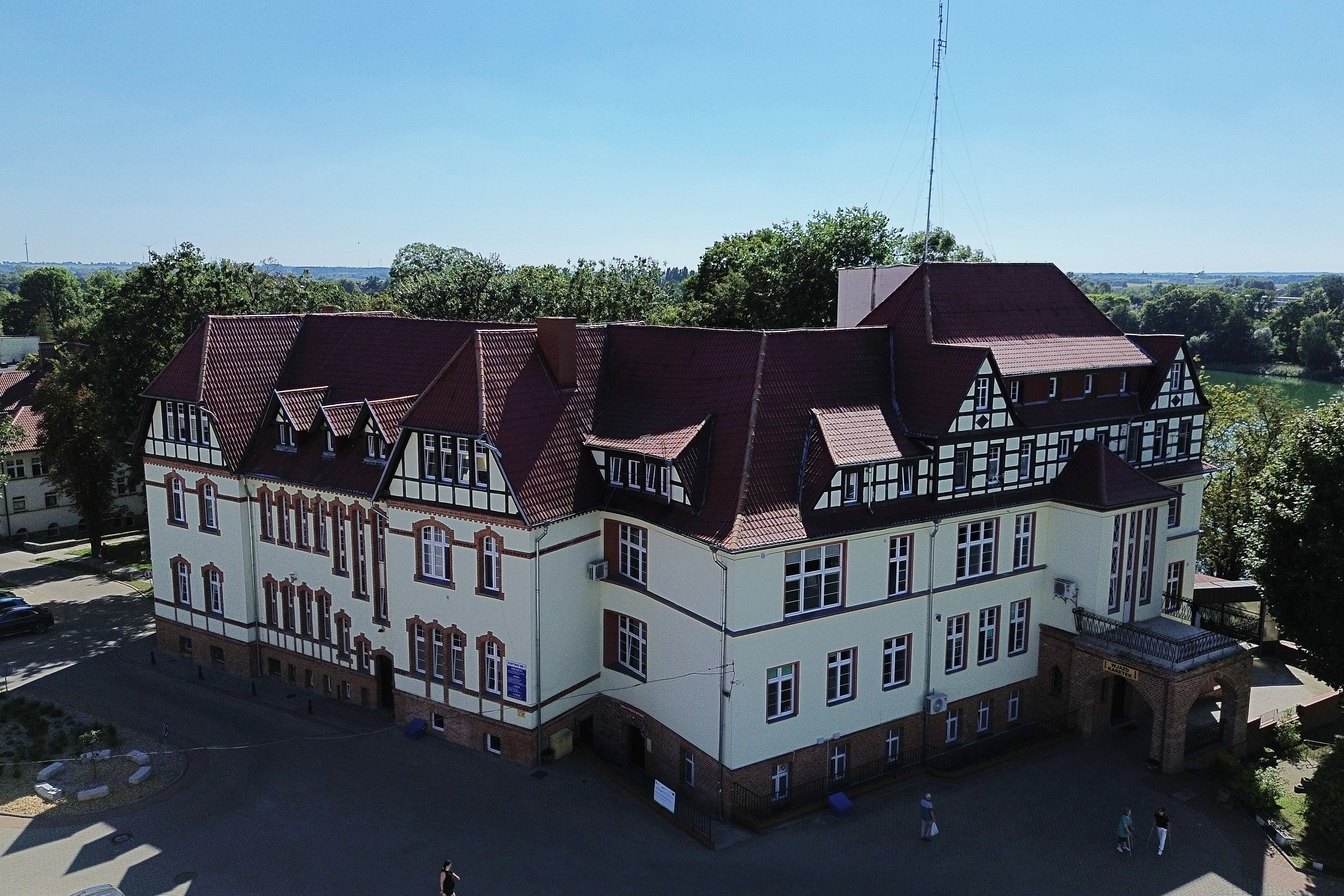
Szpital

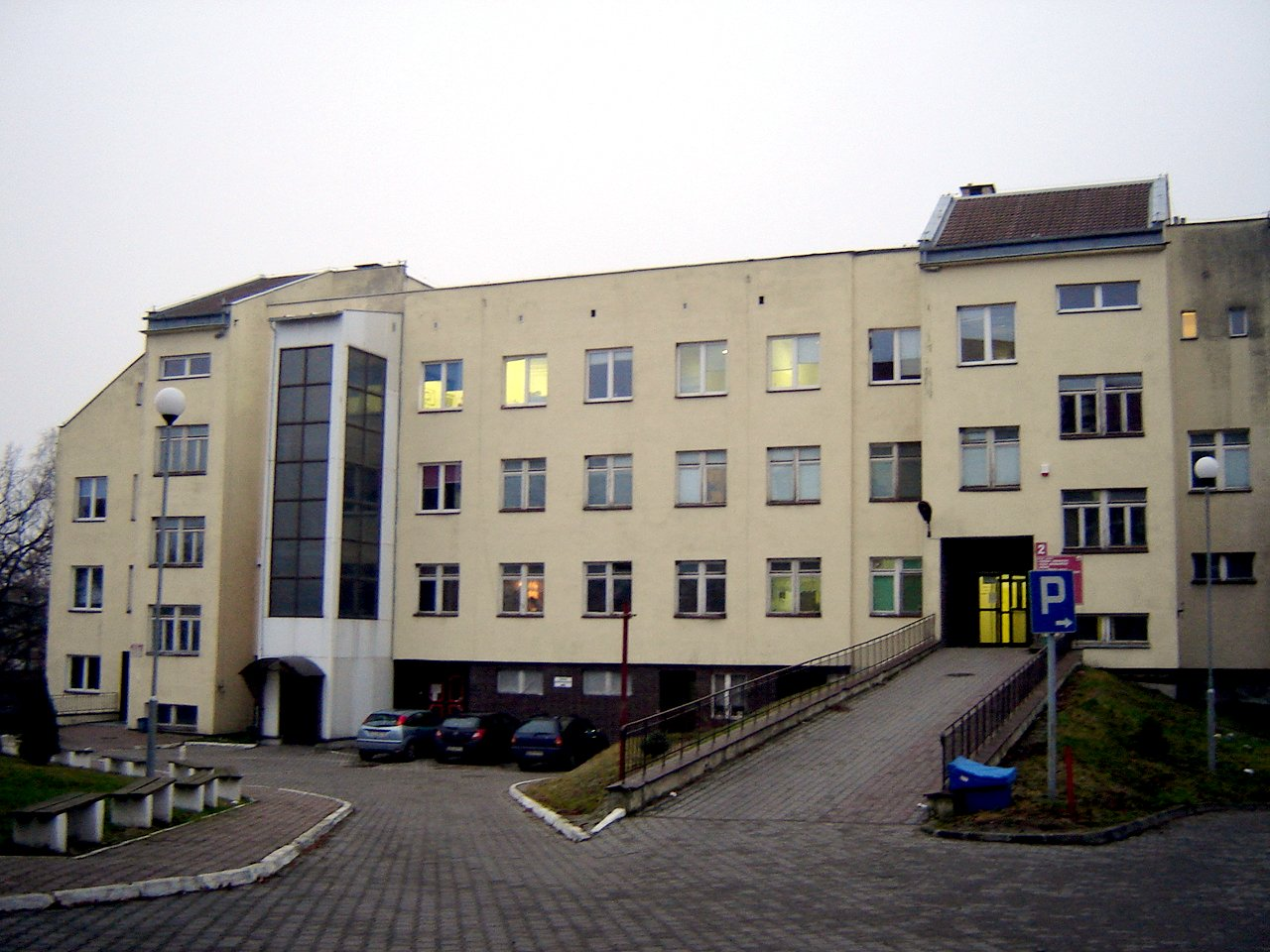
Szpital internistyczny (jeden z budynków kompleksu szpitalnego)

W Choszcznie funkcjonuje Zespół Zakładów Opieki Zdrowotnej, w skład którego wchodzi:
- kompleks szpitalny z oddziałami: dziecięcymi, chirurgicznym, ginekologiczno-położniczym, internistyczny i rehabilitacyjnym. W 1995 roku został oddany do użytku nowy budynek szpitalny, w którym mieści się oddział diagnostyczno-leczniczy. Według przeprojektowanej koncepcji rozbudowy obiektów ostatnie piętro zajmuje oddział internistyczno-kardiologiczny. Pomieszczenia obecnego oddziału rehabilitacyjnego zostały przekształcone. Zwiększyła się z 25 do 75 liczba łóżek rehabilitacyjnych. Zmodernizowano oddział dializ. Nowe pomieszczenia otrzymał Oddział Pomocy Doraźnej i został włączony w kompleks leczniczy. Przeniesienie do nowych pomieszczeń laboratorium pozwoliło na systematyczne wprowadzanie nowych działów diagnostycznych, a tym samym zwiększenie zakresu usług. W kompleksie utworzono ośrodek sanatoryjno-rehabilitacyjny dla osób z upośledzeniem narządów ruchu. Ze względu na zabytkowy charakter obiektów wszystkie prace remontowe prowadzone były pod nadzorem konserwatora zabytków.
- przychodnia specjalistyczna, w której działają poradnie laryngologiczna, okulistyczna, pediatryczna, stomatologiczna, dermatologiczna, psychiatryczna, odwykowa, chirurgiczna, chorób płuc, ortopedia dziecięca, i dorosłych, diabetologiczna, reumatologiczna, neurologiczna, urologiczno-nefrologiczna, poradnia K i C, pracownie: audiometryczna, protetyki stomatologicznej, USG, EKG, RTG, ponadto punkt krwiodawstwa, laboratorium analityczne.

Od 2006 roku istnieje przychodnia internistyczna z zapleczem zabiegowym, dzięki inwestycji lekarzy medycyny. W budynku po dawnej przychodni rejonowej utworzono oddział rehabilitacji ambulatoryjnej. W skład zespołu ZOZ-u wchodzą 3 przychodnie rejonowe i 1 oddział pomocy doraźnej. Ponadto w mieście działają 3 niepubliczne przychodnie specjalistyczne.

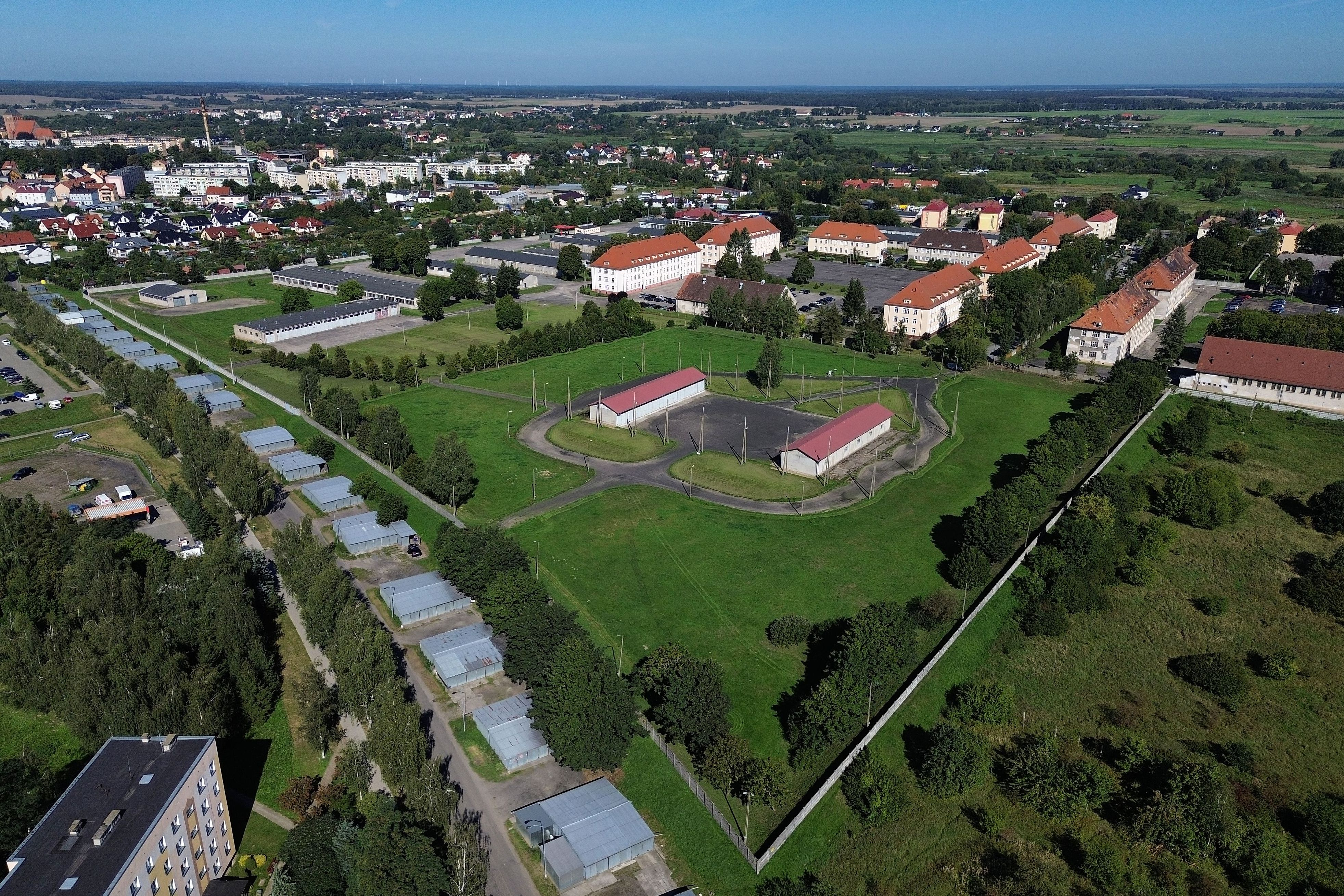
Koszary w Choszcznie

### Bezpieczeństwo
- W mieście znajduje się komenda powiatowa Policji oraz Państwowej Straży Pożarnej.
- Wojskowa jednostka stacjonująca obecnie w mieście to Dywizjon Artylerii Samobieżnej 12 Brygady Zmechanizowanej.
- Areszt Śledczy Choszczno (zlikwidowany w 2018)

## Kultura

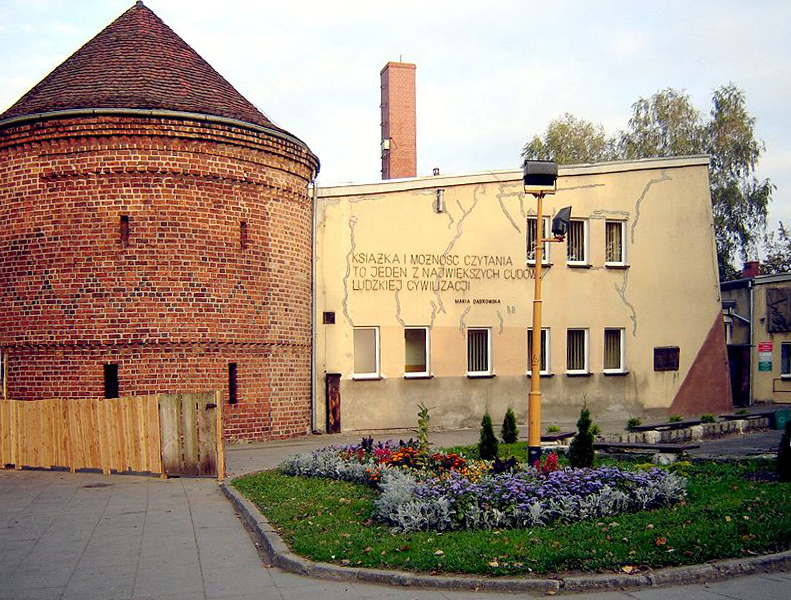
Biblioteka miejska z zabytkowym Barbakanem

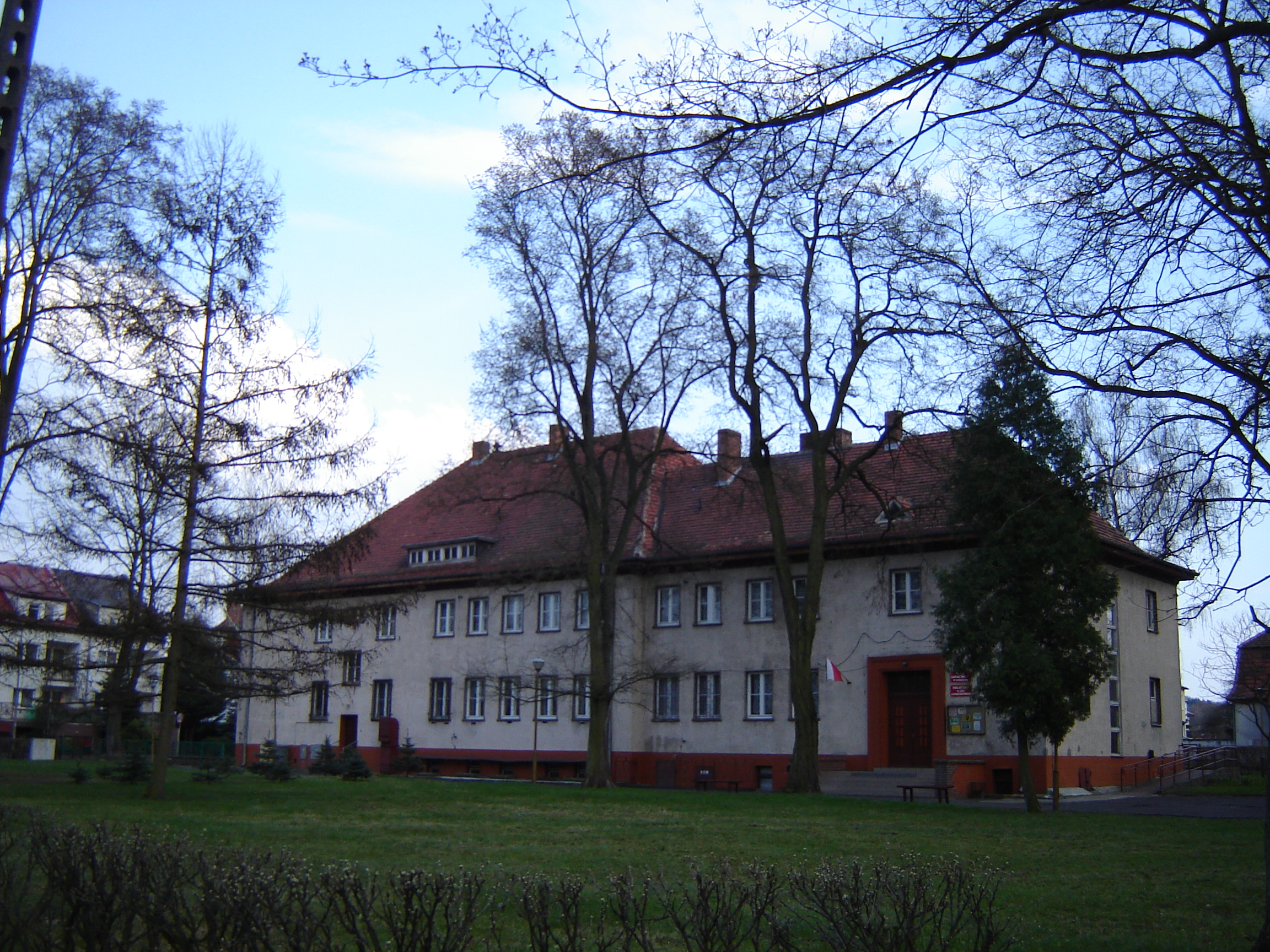
Dawny Klub Garnizonowy, obecnie Klub Wojskowy

Istniejący w mieście Klub Garnizonowy daje dzieciom i młodzieży możliwość uczestniczenia w zajęciach recytatorskich, plastycznych, komputerowych, turystycznych oraz brydża sportowego. Wśród działających zespołów znajdują się tu: zespół tańca „RAP-KAP”, kabaret „PAKA”, teatr dziecięcy „Duszki z Puszki”, teatr młodzieżowy „Glossa”.
Do najważniejszych imprez organizowanych przez Klub Garnizonowy należą m.in. Konkurs Recytatorski, Okręgowy Przegląd Kulturalno-Artystyczny oraz Festiwal Dziecięcych i młodzieżowych Zespołów artystycznych Pomorskiego Okręgu Wojskowego. Przy klubie garnizonowym działa także biblioteka, ośrodek wodny i kort tenisowy.
Państwowa Szkoła Muzyczna I Stopnia w Choszcznie istnieje od 1990 roku. Dzieci umuzykalniają się pod kierunkiem nauczycieli z Choszczna, Stargardu i Szczecina. Organizowany jest tutaj Regionalny Festiwal Fortepianowy „Gramy na 4 ręce”. Przy PSM działa Młodzieżowe Studium Muzyczne, które kształci dzieci, młodzież i dorosłych. Dla wspierania kultury muzycznej na ziemi choszczeńskiej powołano Choszczeńskie Towarzystwo Muzyczne.

## Lokalne media
W Choszcznie wydawany jest lokalny dwutygodnik społeczno-kulturalny „Nasza Gazeta Regionalna”, powiatowa gazeta „Głos Choszczeński”, Przegląd historyczno-kulturalny „Przekaz”, a także Powiat Choszczeński darmowy regionalny miesięcznik opisujący bieżące wydarzenia z miasta i regionu. W mieście działają trzej korespondenci z gazet regionalnych (Kurier Szczeciński, Gazeta Lubuska, Głos Szczeciński). Choszczno posiada sieć telewizji kablowej. Usługa świadczona jest po światłowodzie. Po którym lokalna firma E-cho udostępnia także szybki internet i telefon. Jako jedna z niewielu firm w Polsce dostarcza media po światłowodzie do domu.

## Oświata
- szkoły wyższe:

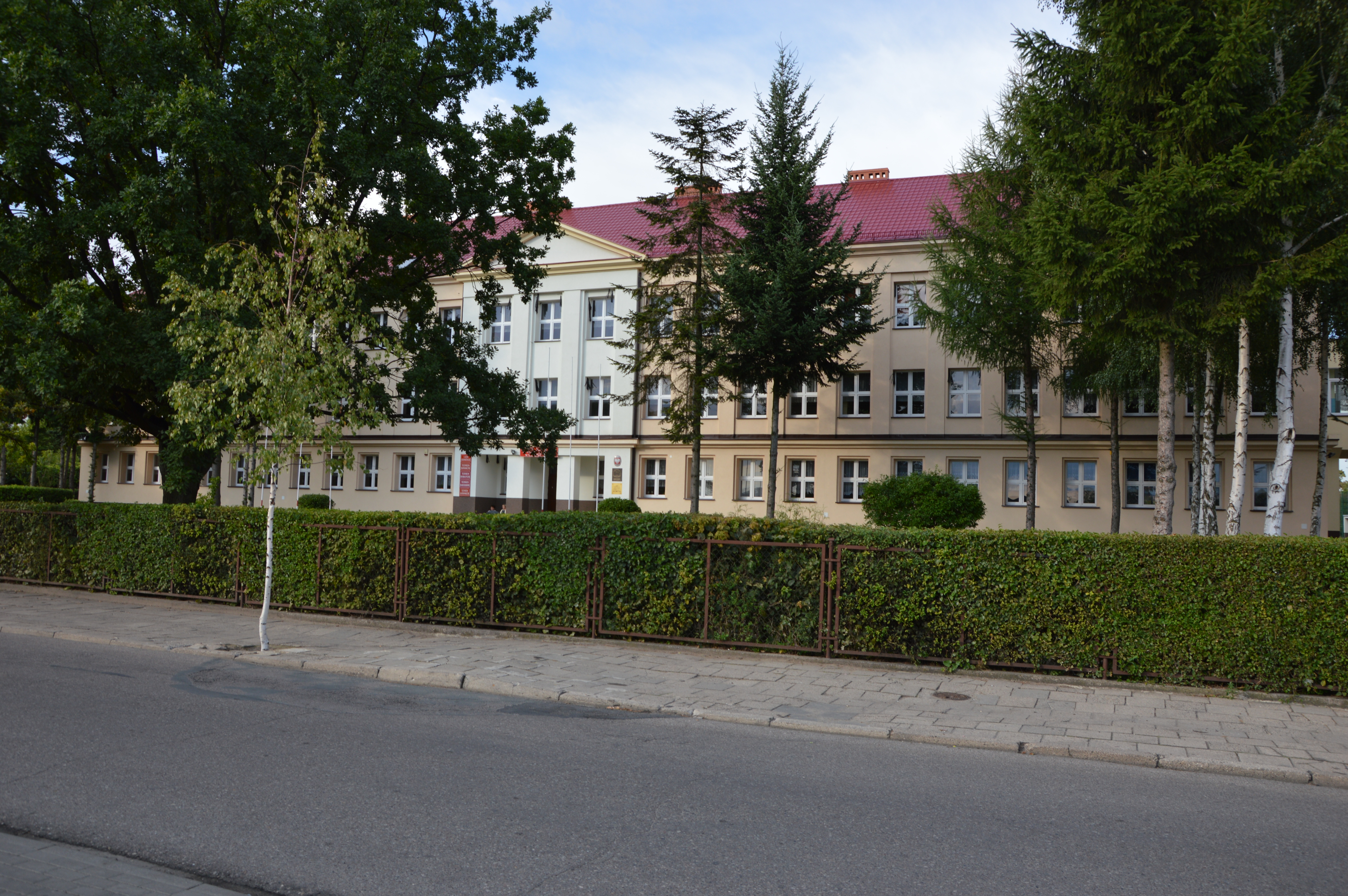
Zespół Szkół nr 1

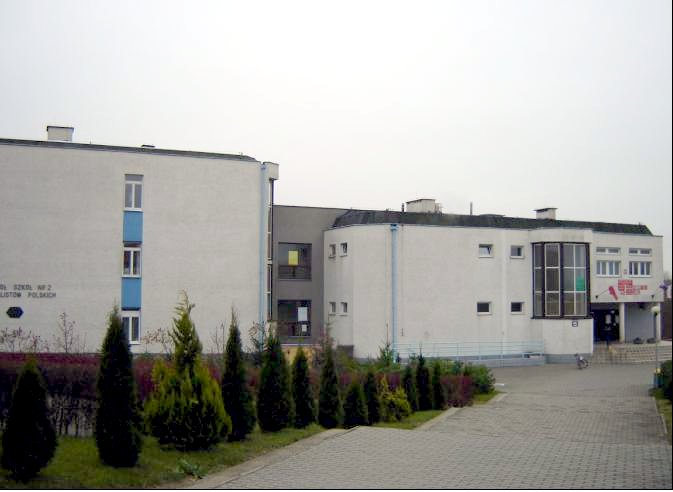
Zespół Szkół nr 2, w którym znajduje się filia US

  - Uniwersytet Szczeciński – Punkt Wykładowy w Choszcznie (kierunki: ekonomia, finanse i bankowość, informatyka i ekonometria, zarządzanie i marketing)
- szkoły policealne:
  - Policealne Studium Zawodowe Nr 1 SCE w Choszcznie (ul. Polna 5)
  - Prywatne Policealne Studium Zawodowe (ul. Obrońców Westerplatte 1)
  - Policealne Studium Kosmetyczne przy ChDK (ul. Bohaterów Warszawy 17)
- szkoły średnie:
  - Zespół Szkół nr 1 im. Bolesława Krzywoustego (ul. Chrobrego 31a) w skład, którego wchodzą: I Liceum Ogólnokształcące, Technikum Ekonomiczne, Technikum Gastronomiczne, Technikum Informatyczne, Technikum Samochodowe oraz Liceum Ogólnokształcące dla Dorosłych. Zespół Szkół jest jedyną w powiecie szkołą średnią szkołą która może pochwalić się tak wysokim – 97% – procentem zdawalności egzaminu maturalnego. W budynku szkoły mieści się Muzeum Ziemi Choszczeńskiej.
  - Zespół Szkół nr 2 im. Noblistów Polskich (ul. Polna 5) w skład którego wchodzą: II Liceum Ogólnokształcące, Liceum Ogólnokształcące dla Dorosłych; Licea Profilowane, Technikum: Budowlane, Handlowe, Geodezyjne, Ochrony Środowiska, Zawodowe dla Dorosłych, a także Zasadnicza Szkoła Zawodowa Nr 2
  - Zespół Szkół nr 3 (ul. Grunwaldzka 30) w skład którego wchodzą: III Liceum Profilowane oraz Zasadnicza Szkoła Zawodowa Nr 3
  - Prywatne Liceum Ogólnokształcące oraz Uzupełniające (ul. Obrońców Westerplatte 1)
- szkoły artystyczne:
  - Państwowa Szkoła Muzyczna I St. im. Ignacego Jana Paderewskiego (ul. Mur Południowy 7)
- szkoły językowe:
  - „English Best” – Szkoła Języków Obcych (ul. Grunwaldzka 30)
  - „Godson School of English” (ul. Kopernika)
- gimnazja:
  - Publiczne Gimnazjum im. Władysława II Jagiełły (ul. Obrońców Westerplatte 1)
- szkoły podstawowe:
  - Szkoła Podstawowa nr 1 im. Wojska Polskiego (ul. Obrońców Westerplatte 1a)
  - Szkoła Podstawowa nr 3 im. Leona Kruczkowskiego (ul. Wolności 62a)
- przedszkola i żłobki:
  - Publiczne Przedszkole nr 1 z Oddziałami Integracyjnymi (ul. Niedziałkowskiego 9)
  - Publiczne Przedszkole nr 2 z Grupą Żłobkową „Tęczowa kraina” (ul. Sucharskiego 9)
  - Publiczne Przedszkole nr 4 „Słoneczna czwórka” (ul. Mur Południowy 4)
  - Publiczne Przedszkole nr 5 z Grupą Żłobkową (ul. Energetyków 1)

## Sport

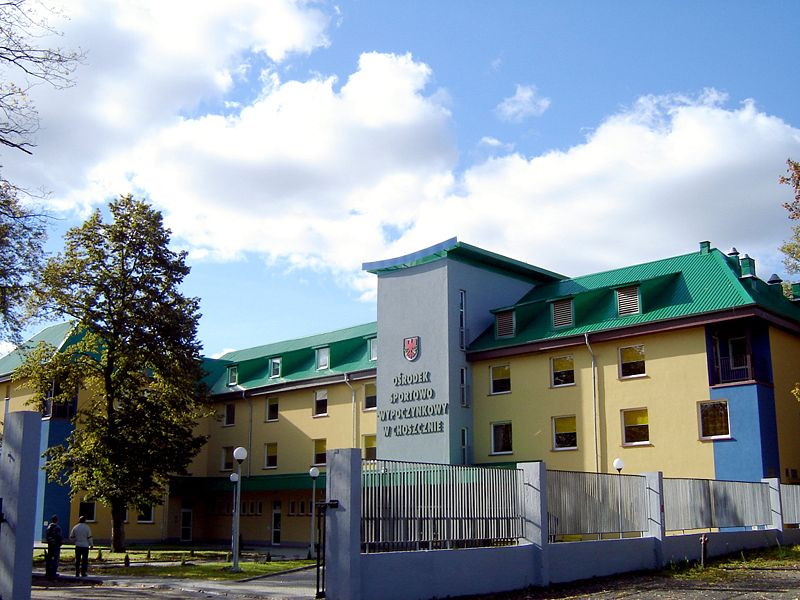
Ośrodek sportowo-wypoczynkowy

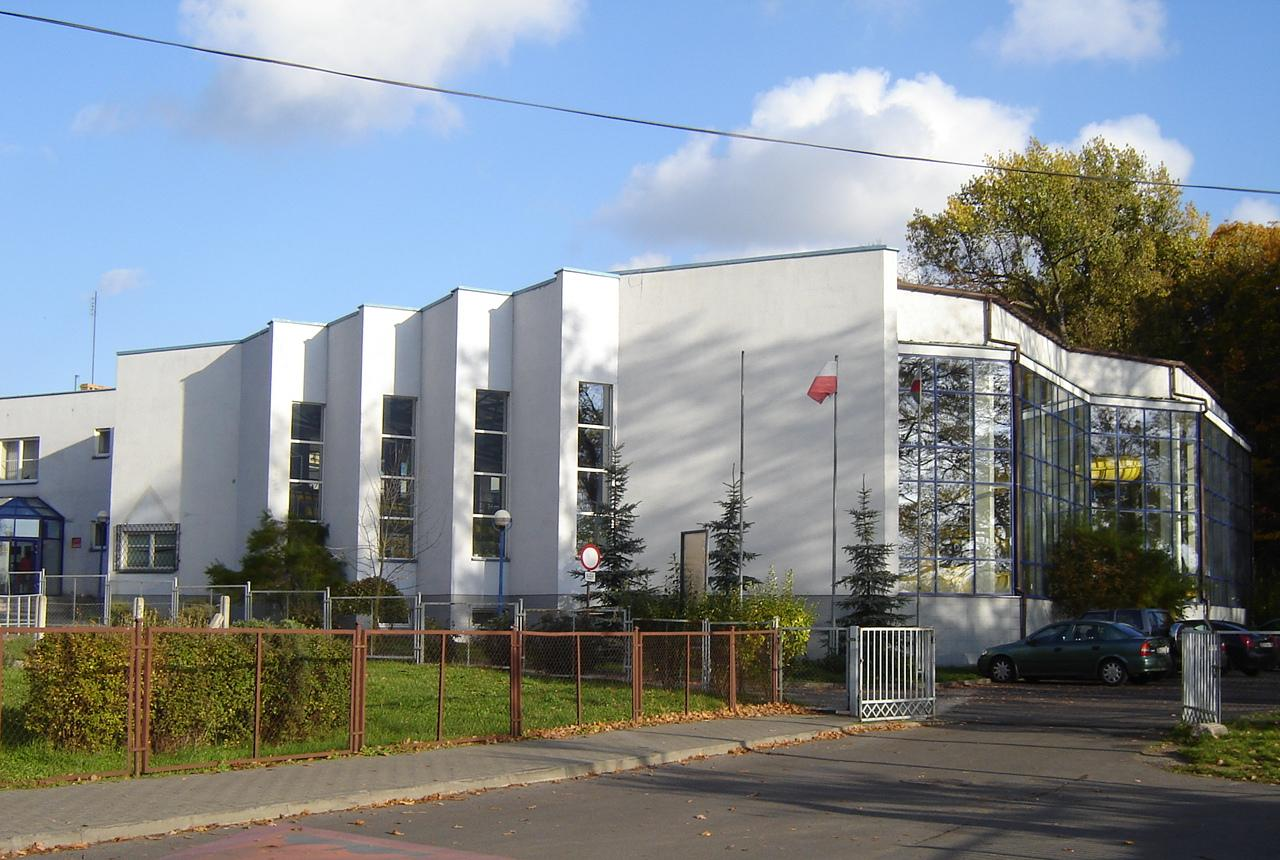
Pływalnia Wodny Raj

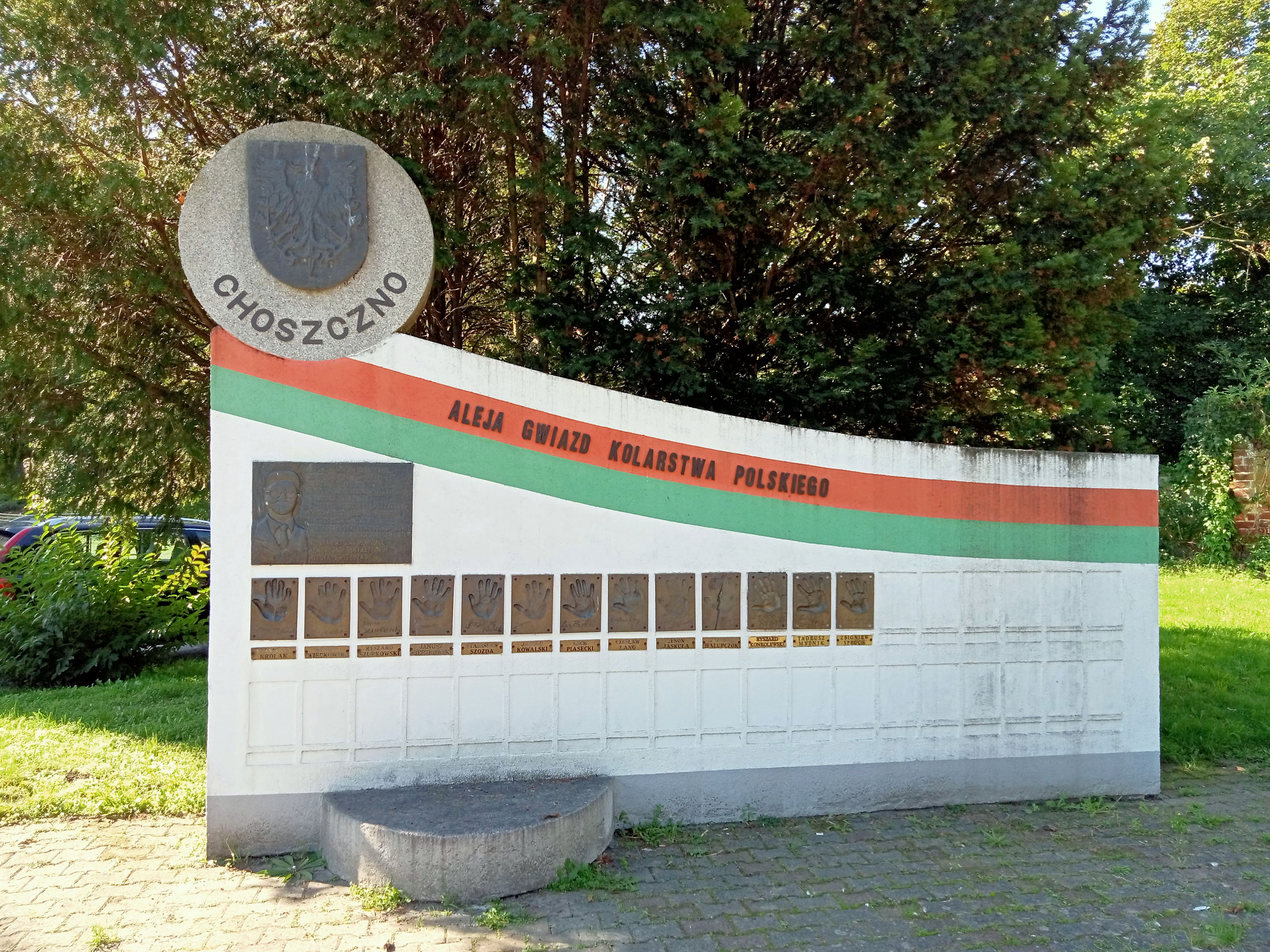
Aleja Gwiazd Kolarstwa Polskiego

Miasto jest siedzibą klubu piłkarskiego „Gavia” Choszczno, który występuje w lidze okręgowej. Do 2010 roku w Choszcznie istniał klub piłkarski „Piast” Choszczno, w latach 1960-1993 działający pod nazwą „Grunwald” Choszczno, który został założony w 1946 roku i występował m.in. w III poziomie rozgrywek. Zespół domowe mecze rozgrywał na Stadionie Miejskim w Choszcznie.
Strażacy z Team Choszczno w 2015 roku zdobyli mistrzostwo Europy w Firefighter Combat Challenge.
Do innych klubów sportowych rozgrywających zawody na poziomie ponad powiatowym zaliczamy:
- Uczniowski Klub Sportowy SMECZ Choszczno
- Ludowy Uczniowski Klub Sportowy “Wodniak” Choszczno
- Klub Koszykówki „Żak” Choszczno
- Międzyszkolny Ośrodek Sportów Wodnych Choszczno
- Choszczeński Klub Karate
- PTTK Klub Turystyki Rowerowej „Voyager”
- Uczniowski Klub Sportowy “Foka” Choszczno
- Uczniowski Klub Szachowy “Skoczek” Choszczno
- Uczniowski Klub Sportowy “Złoty Orzeł” Choszczno
- Stowarzyszenie Klub Sportowy “Aktywne Choszczno”

Choszczno posiada kilka obiektów sportowo-rekreacyjnych: stadion miejski, plażę miejską i wojskową, korty tenisowe, 4-torową bieżnię, skocznię do skoków w dal i nowoczesną halę sportową.
Lista imprez sportowych w Choszcznie, które odbywają się cykliczne:
- regaty kajakowe „Jesień”
- bieg uliczny „Choszczeńska 10”
- Kolarskie Kryterium Uliczne o memoriał red. Weissa
- Ogólnopolski Turniej Badmintona Memoriał Wiesława Drewicza "Wieśkowe Lotki"
- Mistrzostwa Choszczna w szachach
- Memoriał Aleksandra Kubaszewskiego
- regaty kajakowe i żeglarskie
- turniej strzelecki
- Mistrzostwa Polski Nauczycieli w badmintonie.

Kryta pływalnia „Wodny Raj” – Największa inwestycja powojennego Choszczna. Budowa kompleksu trwała 2 lata, a otwarta została w 2000 roku. Znajdują się tutaj: basen sportowy i rehabilitacyjny, wanny z hydromasażem (jacuzzi), zjeżdżalnia wodna o długości 52 m. Do dyspozycji są także dwie sauny (sucha i parowa), solaria oraz dwie siłownie (damska i męska). Obiekt jest przystosowany dla potrzeb osób niepełnosprawnych.
Pole golfowe „Modry Las” – Pole zajmuje obszar 130 ha. Jest to 18-dołkowe pole golfowe klasy Championship, autorem projektu jest Gary Player. W trakcie budowy jest budynek klubowy, rezydencje willowe oraz hotel. Pole położone jest 4 km od centrum miasta, koło wsi Smoleń oraz Raduń.
Aleja Gwiazd Kolarstwa Polskiego
Została otwarta w czerwcu 2002. Pomnik odsłonięto przy okazji XXVIII ogólnopolskiego kryterium kolarskiego o memoriał red. Zygmunta Weissa. Znalazły się na niej odciski dłoni wielu sławnych i uznanych kolarzy m.in. Ryszarda Szurkowskiego, Stanisława Szozdy, Janusza Kowalskiego, Lecha Piaseckiego, Czesława Langa i Zenona Jaskuły oraz symboliczna tablica z pękniętą dłonią nieżyjącego już Joachima Halupczoka. Nad całością widnieje tablica poświęcona patronowi kolarskiego memoriału, red. Zygmuntowi Weissowi.

## Religia

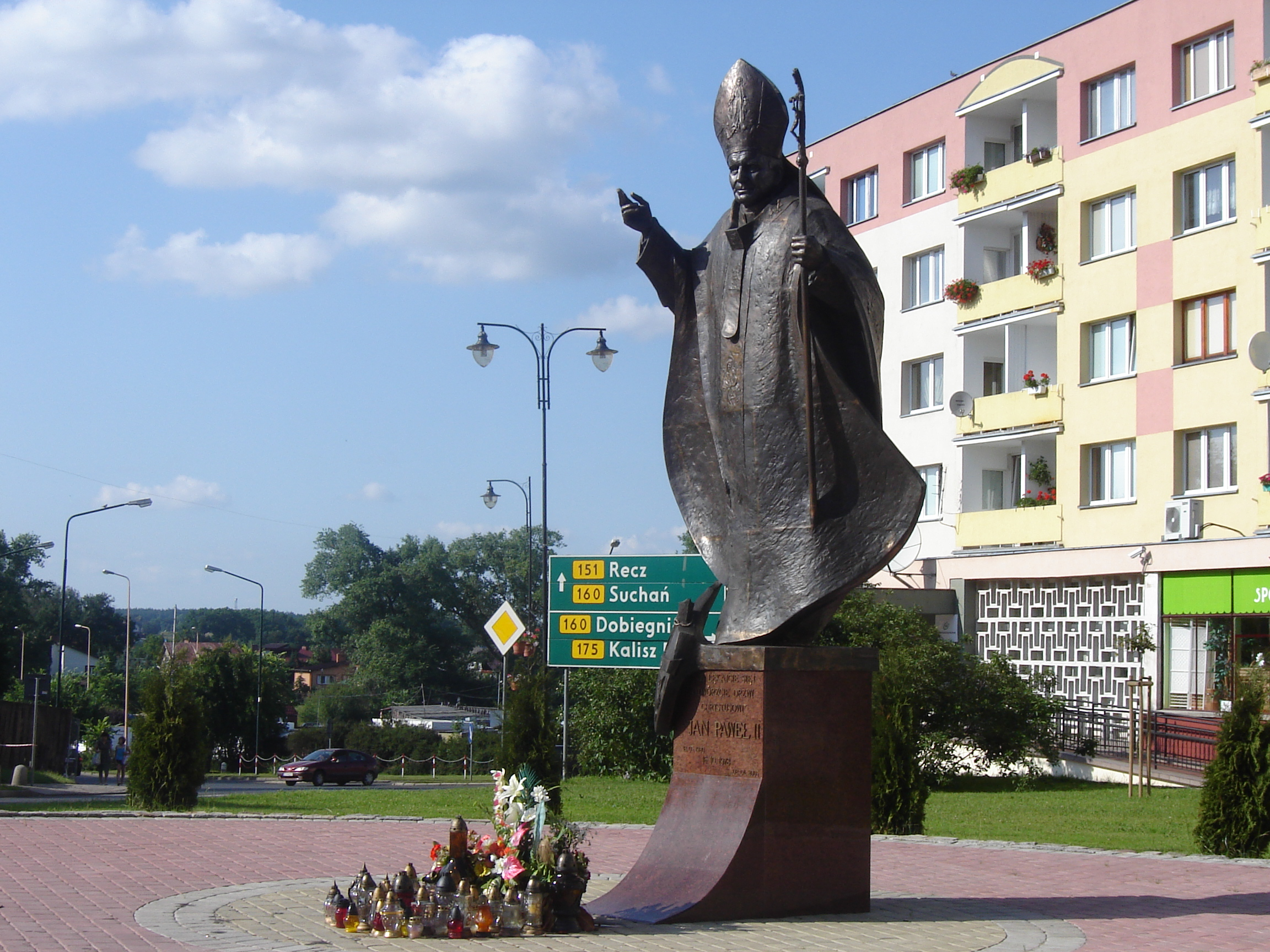
Pomnik Papieża Jana Pawła II

Na terenie miasta istnieją dwie parafie rzymskokatolickie: parafia pw. Narodzenia Najświętszej Marii Panny oraz parafia pw. św. Królowej Jadwigi, należące do dekanatu Choszczno, archidiecezji szczecińsko-kamieńskiej, metropolii szczecińsko-kamieńskiej. Trzeci kościół parafialny jest obecnie w budowie. W XIV–XVII w. istniał w Choszcznie ruch pielgrzymkowy, który związany był z kultem Najświętszej Marii Panny i św. Jakubem Apostołem. Św. Maria była czczona w kościele parafialnym i w kaplicy pod miastem. Po ostatniej wojnie znów nawiązano do tradycji pielgrzymkowych. W 1975 r. przy ołtarzu południowym umieszczono obraz Matki Boskiej Nieustającej Pomocy, a w 1993 bp Marian Przykucki ustanowił tu Sanktuarium Matki Boskiej Nieustającej Pomocy.
Prócz parafii rzymskokatolickich, na terenie Choszczna działają dwie protestanckie wspólnoty o charakterze ewangelicznym:
- placówka Kościoła Chrześcijan Baptystów[29] należąca do okręgu pomorsko-wielkopolskiego
- zbór „Centrum Chrześcijańskie” należący do Kościoła Bożego w Chrystusie[30]

oraz Świadkowie Jehowy:
- zbór Choszczno-Wschód[31]
- zbór Choszczno-Zachód (Sala Królestwa ul. Marii Konopnickiej 18A)[31].

## Administracja

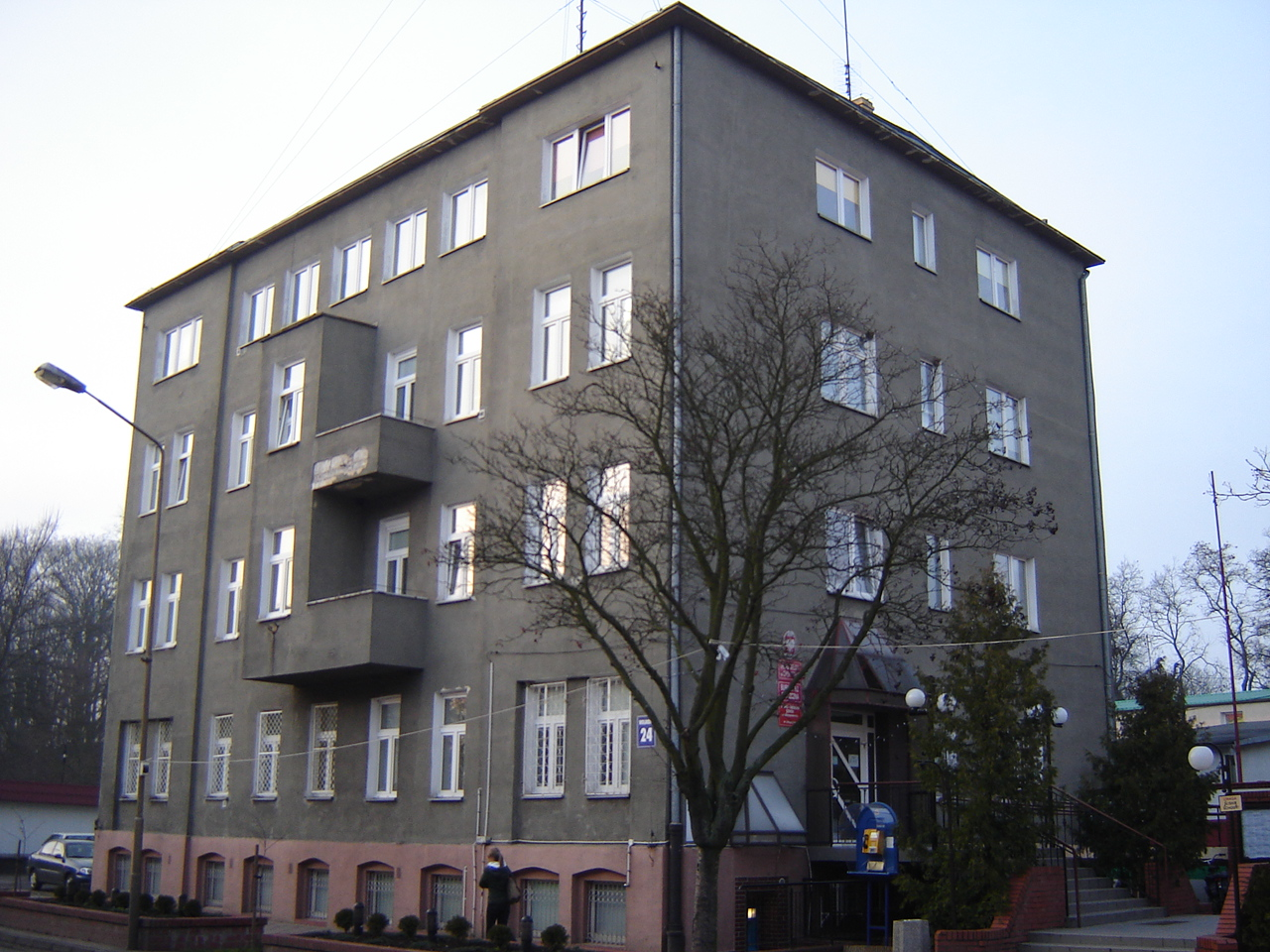
Urząd Miejski w Choszcznie

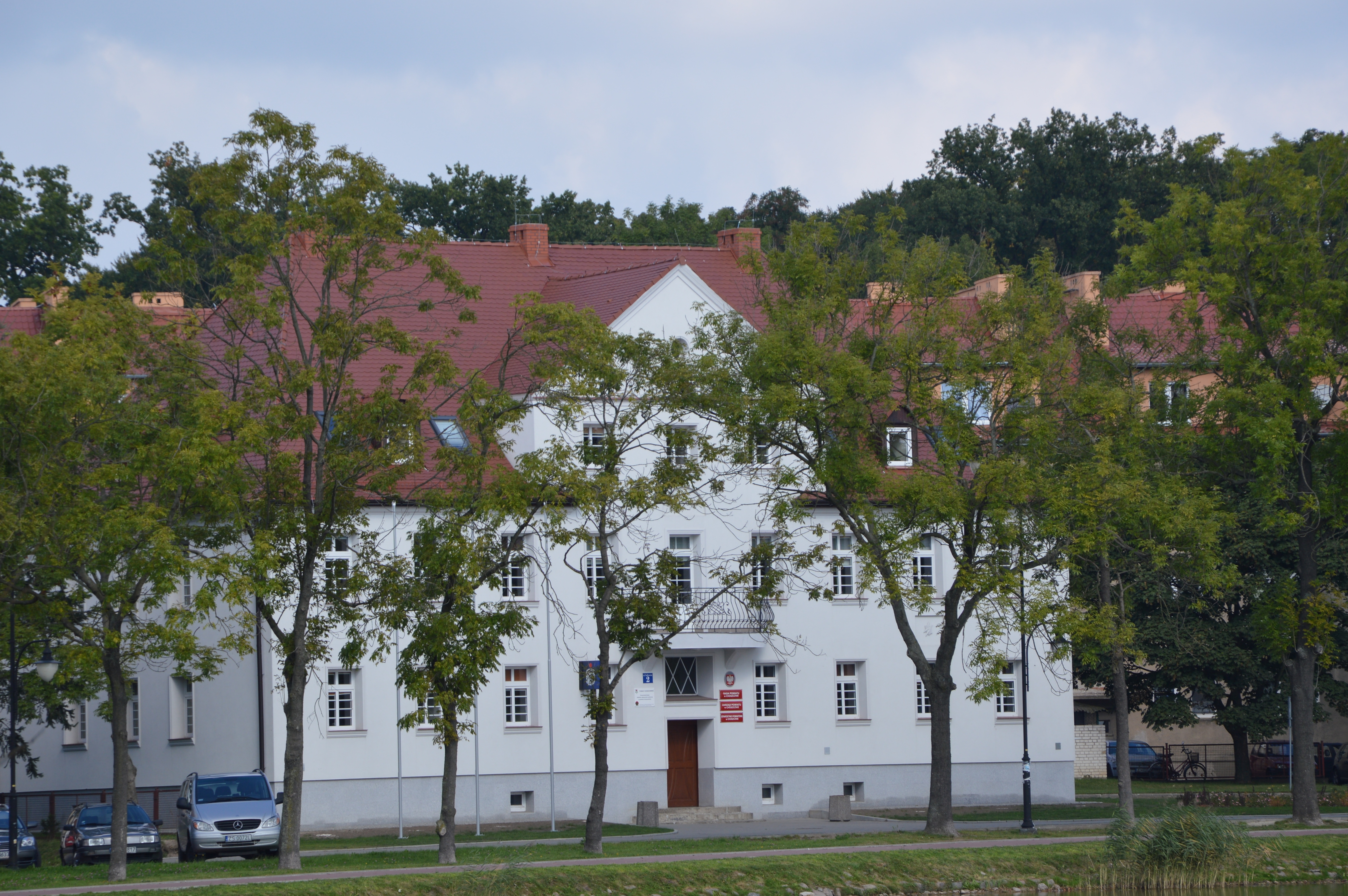
Starostwo Powiatowe

Mieszkańcy miasta wybierają do swojej rady miejskiej 15 z 21 radnych, pozostałych 6 radnych wybierają mieszkańcy terenów wiejskich gminy Choszczno. Organem wykonawczym władz jest burmistrz. Urząd miejski znajduje się przy ulicy Wolności.
Burmistrzowie Choszczna:
- Zdzisław Romaniuk (1989-1992)
- Władysław Dymek (1992 – 199?)
- Jan Kiela (1994 – 2002)
- Ryszard Boratyński (2002 – 2006)
- Robert Adamczyk (od 2006)

Gmina Choszczno utworzyła w obrębie miasta 4 jednostki pomocnicze: Osiedle Stare Miasto – Nr 1, Osiedle Władysława Jagiełły – Nr 2, Osiedle 700-lecia – Nr 3, Osiedle Południowe – Nr 4. Organem uchwałodawczym każdego osiedla jest zebranie ogólne mieszkańców, które wybiera organ wykonawczy tj. zarząd osiedla, składający się z 5 członów. Na czele zarządu osiedla stoi przewodniczący zarządu.
Mieszkańcy Choszczna wybierają radnych do sejmiku województwa w okręgu V. Posłów na Sejm wybierają z okręgu wyborczego nr 40, senatora z okręgu nr 99, a posłów do Parlamentu Europejskiego z okręgu wyborczego nr 13.
Miasto jest siedzibą władz powiatu choszczeńskiego. Mieści się tu także sąd rejonowy oraz prokuratura rejonowa.

## Współpraca zagraniczna
| Kraj     | Miasto lub gmina            |
| -------- | --------------------------- |
| Słowacja | Biała Spiska (Spišská Belá) |
| Niemcy   | Fürstenwalde/Spree          |
| Litwa    | Olita (Alytus)              |
| Holandia | Gmina Weststellingwerf      |
| Niemcy   | Wunstorf                    |

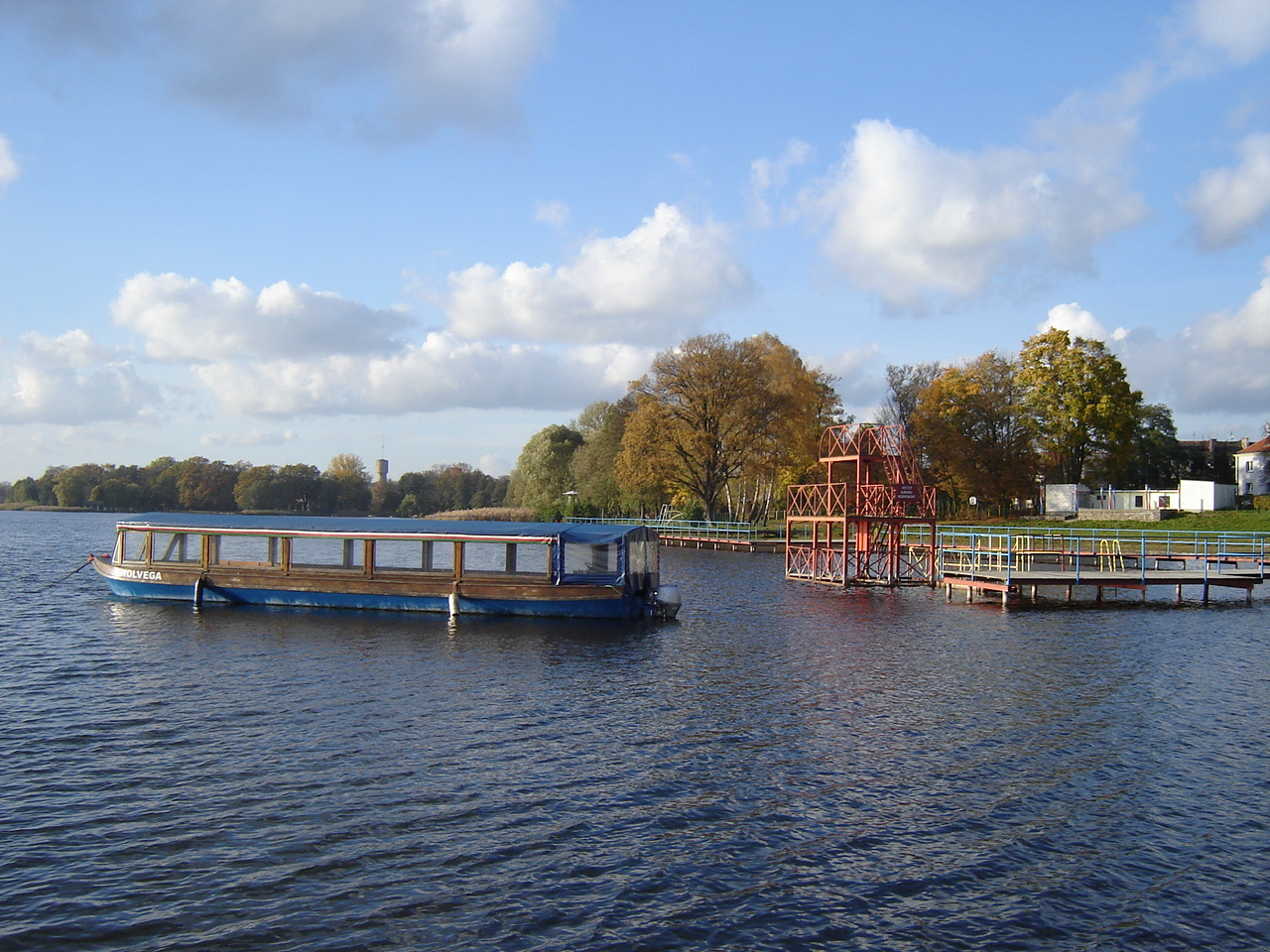
Statek „Wolvega” – podarunek od miasta partnerskiego w Holandii

Miasto i gmina Choszczno od 1978 r. utrzymuje kontakty z niemieckim miastem Fürstenwalde/Spree i od 1992 roku z holenderskim Wolvega. Co roku opracowywany i uaktualniany jest kalendarz wizyt z okazji świąt państwowych, regionalnych i miejskich oraz plan współpracy w zakresie wymiany doświadczeń w gospodarce, kulturze i oświacie.
Wymiana doświadczeń z Niemcami dotyczy również działalności innych instytucji takich jak: Zespół Zakładów Opieki Zdrowotnej, straż pożarna, szkoły podstawowe i średnie, dom kultury. Współpraca z holenderską Wolvegą skupia się wokół edukacji, kultury i sportu. Dużym zainteresowaniem cieszą się wyjazdy grupowe dzieci i młodzieży, które pozwalają na pogłębianie znajomości języka angielskiego. Tradycją stały się gościnne występy zespołów tanecznych między zaprzyjaźnionymi miastami. Tematem spotkań polskich i holenderskich samorządowców są nowoczesne rozwiązania składowania i utylizacji śmieci. Wolvega dzieli się również doświadczeniami z organizacji turystyki i agroturystyki. Kontakty z niemieckim Kołem Ojczyźnianym w Wunstorf ograniczają się do sfery kulturalnej związanej z poznawaniem historii Choszczna.

## Choszczno – Arnswalde VR
Stowarzyszenie Choszczno Plus – Operacja kultura zainicjowało wraz z Odyssey projekt Arnswalde VR. Rekonstrukcja miasta sprzed wojny stworzona w technologii wirtualnej rzeczywistości pozwalająca przenieść się do nieistniejącej zabudowy przedwojennego miasteczka Arnswalde, które w czasie wojny w 1945 roku zostało zniszczone w 83% przez atak wojsk radzieckich. 14 marca 2015 r., za pomocą technologii Oculus Rift DK2, podczas premiery projektu, można było obejrzeć z dokładnością do detali przedwojenny rynek budynki, kościół, postać zaginionego pomnika Żniwiarki. Zobaczyć przechodzących mieszkańców ubranych w stroje z tamtej epoki. Krótki filmik przedstawiający ww. projekt Arnswalde 1920 VR – Odyssey w którym można zobaczyć Choszczno z tamtych czasów.